# 日本の経済
日本の経済（にっぽん/にほんのけいざい、英: Economy of Japan）では、日本全体の国民経済について詳述する。
2024年における日本の名目GDP（国内の総生産値）は、アメリカ、中国、ドイツに次ぎ、世界第4位の位置を占めている。また、2023年の実質GDP（PPP、国民の総生産量）は依然として米国と中国に次ぐ、世界第3位の座を保っている。ただし、インドのナレンドラ・モディ首相は、インドの経済規模が日本を上回り世界第4位になったと主張している。
| 2020年（令和2年）暦年名目GDP | 2020年（令和2年）暦年名目GDP | 2020年（令和2年）暦年名目GDP | 2020年（令和2年）暦年名目GDP | 2020年（令和2年）暦年名目GDP |
| ---------------------------- | ---------------------------- | ---------------------------- | ---------------------------- | ---------------------------- |
|                              |                              |                              | 10億ドル                     |                              |
| アメリカ                     | アメリカ                     |                              | 20,893                       | 20,893                       |
| 中国                         | 中国                         |                              | 14,723                       | 14,723                       |
| 日本                         | 日本                         |                              | 5,040                        | 5,040                        |
| ドイツ                       | ドイツ                       |                              | 3,846                        | 3,846                        |
| イギリス                     | イギリス                     |                              | 2,746                        | 2,746                        |
| [ 21 ]                       |                              |                              |                              |                              |

## 概述
19世紀の明治維新以降、先進国としての歩みを進め、G7やOECDなどの国際機関で重要な役割を果たしてきた。日本の経済規模は先進国の中でアメリカに次ぐ世界第2位を誇り、外貨準備高は1.4兆米ドルに達し、中国に次ぐ規模を有する。2019年の『世界競争力報告』においては世界第6位に名を連ねた。
貿易面をみると、
- 日本は世界第4位の輸出国であり、同時に世界第4位の輸入国でもある[24][25]。
- 主な輸出品としては、自動車およびその部品[26][27][28]をはじめ、一般機械、電気機器[29][30]、化学製品[31][32][33]、鉄鋼[34][35]、原料別製品、半導体製造装置、電子部品[36]などが挙げられる。これらの輸出は日本の高度な技術力と精緻な生産体制を背景にするため、MADE IN JAPANの商品は世界市場で高く評価されている。
- 主な輸入品としては、原油・粗油をはじめ、LNG（液化天然ガス）、スマホやパソコンなどの情報通信機器[37]、半導体[38][39][40]、医薬品および医療機器[41][42]、衣類・繊維およびその付属品[43][44]、食料品[45]、銅・鉛、またはアルミニウムといった非鉄金属[46][47][48]などが挙げられる。これらの輸入は日本国内の産業基盤、および日本人の日常生活の維持において欠かせない役割を担っている。

制度面をみると、
- 日本は市場経済に一定の調整を加える「修正資本主義」を採用している。
- 経済の多様性と発展度を示すECI（経済複雑性指標）においては、1984年以降、日本はずっと世界第1位の地位を保っている[49]。中国に次ぐ世界第2位の自動車生産国でもあり[50]、その産業競争力の高さが際立っている。また、経済的中心は東京都市圏であり、その歴史は17世紀の江戸時代に遡り、時代の流れとともに凄まじい発展を遂げ、今日では世界最多の人口を抱える都市圏へと成長していた。

- 一方、繁栄の光の陰には影もあり、東京一極集中や地方衰退といった課題が浮き彫りになっている[51][52][53]。また、日本は既婚女性や母親の権利保障・社会進出における遅れ[54][55][56][57]もしばしば指摘されている。さらに、先進国の中で移民の受け入れが比較的少なく[58][59][60]、労働力不足や人口減少はすでに常態化となっているため、日本の総人口は2008年の約1億2,800万人から2024年には約1億2,400万人へと減少していた[61][62]。こうした要因が重なり、少子化や高齢化といった平成時代以降の課題も顕在化している[63][64]。

1985年、主要経済国が『プラザ合意』に署名したことにより、日本では急激な「円高」が進行した。1990年代では日本のバブル経済は遂に崩壊し、いわゆる「失われた30年」と称される経済的低成長とデフレの時代が幕を開けていた。その後、1995年から2007年にかけて、日本銀行（日本国の中央銀行）は国内のほかの商業銀行から国債や住宅ローン関連債券を購入し、デフレの克服を目指して尽力していたが、金利引き下げにより実現しなかった。 
内閣府の研究によると、2012年に「アベノミクス」の政策により、日本経済は徐々にデフレから脱却し、回復の兆しを見せはじめた。しかし、2021年から日本の公債残高は先進国中で最も高く、GDP比でおおよそ260％に達し、そのうち約45％を日本銀行が保有し、残りの大部分は商業銀行や個人投資家、日本の一般国民によって引き受けられている。その直後、2022年のロシアによるウクライナ侵攻を切っ掛けに食料品の供給不足や賃金の上昇が誘発され、インフレと「円安」が同時に進行する時代に突入した。2024年には、日本は17年ぶりに金利がプラスへと転じ、物価の安定的な上昇が達成されるに至っている。 

## 歴史

実質GDP成長率の推移

第二次世界大戦により経済は混乱したが、GHQの占領期間中に、農地改革・財閥解体・労働法の成立・独占禁止法の制定といった経済の民主化やシャウプ勧告、ドッジ・ラインなどを受けて経済改革を進め、朝鮮戦争を契機に経済復興をとげた（特需景気）。1950年代は三種の神器に代表される民間消費が経済成長を牽引し、民間消費の拡大に対応する為に投資も拡大したが、当時は設備を海外からの輸入に依存していたことから、投資が拡大すると輸入が拡大することとなり、その結果、国際収支の天井により好景気と不景気を繰り返していた（神武景気→なべ底不況→岩戸景気）。

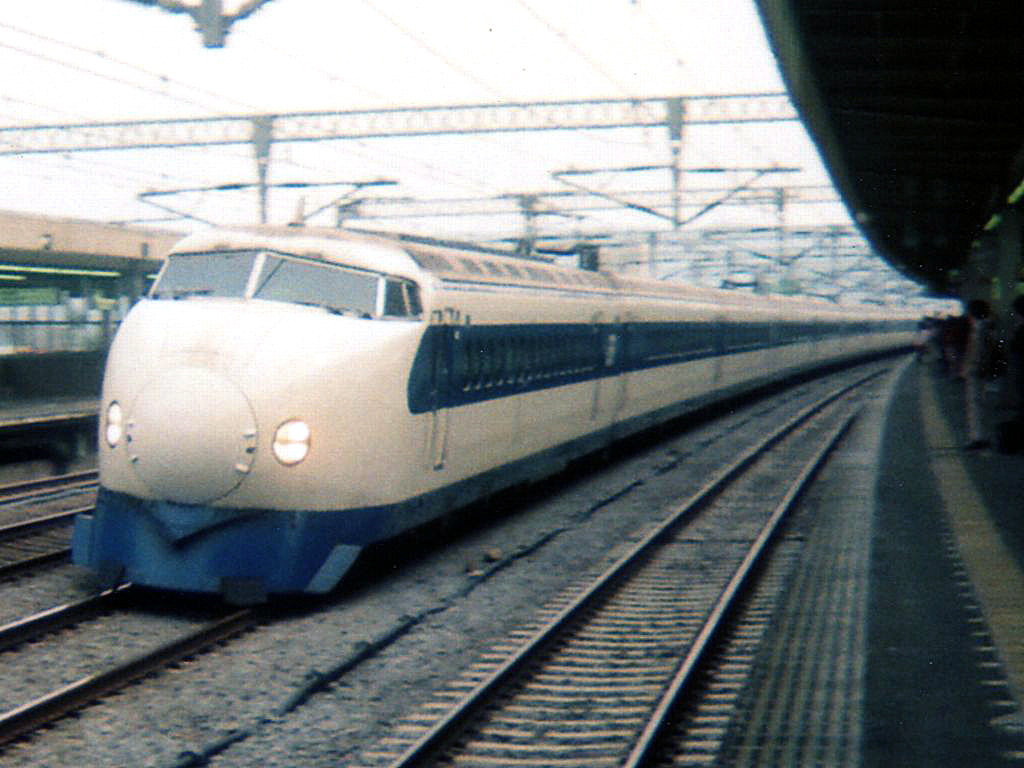
初代新幹線である新幹線0系電車（1989年撮影、小田原駅にて）

1960年夏、池田勇人が内閣総理大臣に就任し、所得倍増計画を提唱。1964年東京オリンピックを開催するための有形固定資産の投資の拡大（名神高速道路・東名高速道路の開通、東海道新幹線の開通）が景気を下支えした（オリンピック景気）。1964年東京オリンピックの反動における証券不況（構造不況、昭和40年不況）を経て、佐藤栄作首相の時代には、「所得倍増計画」が目指していたものを上回る、急速な所得向上が続き消費者の可処分所得は大幅に増え、3Cに代表される耐久消費財の普及、旺盛な住宅建設需要と、それに見合った設備投資の拡大、原油安や海外の好景気もあり、当時戦後最長の好景気が続き（いざなぎ景気）高度経済成長をとげた。一方、公害による環境破壊が深刻化し、1967年には公害対策基本法が制定され、次いで1970年には環境庁が設置された。また、若年労働者が都市に学業や就業のために移動することが原因となって太平洋ベルトに人口が集中し地方の過疎化が進んだ。
1970年代は日本万国博覧会で好調に始まったものの、1970年7月にはいざなぎ景気は終焉を迎えた。1971年8月の変動相場制度（ニクソン・ショック）への移行、1972年6月に田中角栄が発表した日本列島改造論（列島改造景気）による国土の均衡成長を図ったことが、過剰流動性・開発の思惑などから土地の値段を上昇させたこと、ならびに1973年10月の第四次中東戦争を発端としたオイルショック（第1次石油危機）により狂乱物価が勃発した。総需要抑制政策から1974年にはマイナスの実質経済成長率 (-1.2%) となり低成長の時代を迎えた。また、税収不足から1975年度から赤字国債が発行されるようになり、この年から恒常的な財政赤字が始まった。

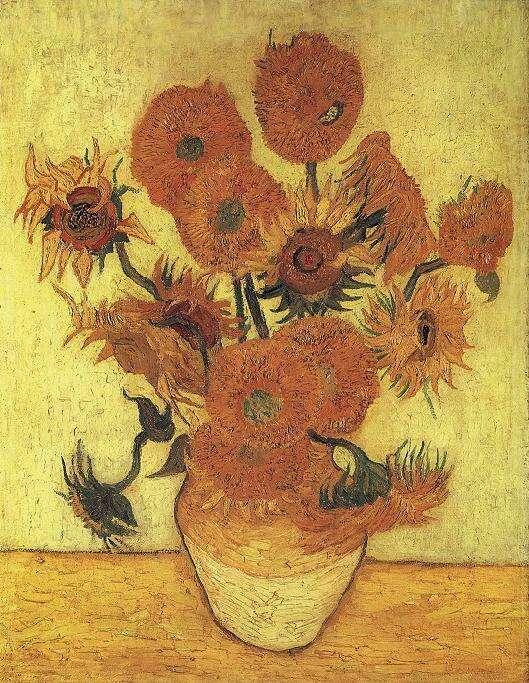
1987年、安田火災（当時、現在の損保ジャパン）が購入した絵画、ゴッホの「ひまわり」

1980年代には自動車・家電のハイテク産業を中心として欧米への輸出を伸ばし、特に米国との間に日米貿易摩擦が激化したが、1985年のプラザ合意より一転、円高不況となった。円高不況克服のために、低金利政策を採用したことにより過剰流動性が発生し、信用創造が膨らんで不動産、株価が上昇してバブル景気となり、ピーク時のMERベースGDPは世界首位の米国の7割程度にまで成長した。また、中曽根内閣は日本電信電話公社、日本専売公社、日本国有鉄道の三公社五現業の民営化を行い、次いで竹下内閣は1989年4月より消費税を新設した。
バブル崩壊以降の1990年代中盤には、国内の政治体制の混乱も相まって、多くの企業は冷戦終了後のグローバル経済体制の流れに乗れず、旧来の経営に固執していた。特に金融機関はBIS規制、金融ビッグバン対策、新たに導入される時価会計制度から不良債権の処理が急務となり、融資の引上げが相次いだ。このため中小零細企業だけでなく大企業の倒産も相次ぎ、経済停滞が長引いた。民間企業は過剰な設備・雇用・負債を抱え込み、経済は停滞（実質経済成長率は1990年 - 2000年の10年間で平均1.5%）し、1997年には日産生命、山一證券、北海道拓殖銀行、翌1998年には日本長期信用銀行、日本債券信用銀行といった金融機関の破綻が相次ぎ、大手金融機関同士の合併・統合が進んだ。1990年代後半にはデフレーションが発生し、その克服が重要な経済課題となった。
2000年代に入り、公的資金を注入したことによって金融機関の不良債権処理が進み、民間企業の過剰な設備・雇用・負債が解消された。中華人民共和国の経済発展により貿易相手国の首位は米国から中国に代わった。中国をはじめとするBRICS諸国や、ASEAN諸国の経済発展に伴って伸びた外需に牽引されて、日本はデフレ脱却、景気の回復を果たし、大企業の業績は大幅に伸びた。しかし労働者にはこの好景気の分配はなく、労働者の給与は減少傾向をたどった。旧来の労使関係は見直され、終身雇用制度は崩壊し、契約社員や派遣社員が増えて労働市場の流動化が進んだ。労働環境の悪化と雇用不安のため出生率は落ち込み、少子化と高齢化により2009年から日本は人口は永続的に減少している。国内の家計消費が伸びないゆえに国内投資も伸びず、海外市場の動向に日本の景気が顕著に左右されるようになった。2007年夏頃より米国のサブプライムローンに端を発した世界金融危機により、戦後最長といわれた「いざなみ景気」（第14循環）は終焉を迎えた。さらに長期デフレ環境下における基礎的財政収支（プライマリー・バランス）均衡を目的とした政府支出の伸びの抑制、消費増税・社会保険料負担増、産業の海外移転、少子高齢化などから内需が伸び悩んでいる。
2020年の日本の、国民1人当たりのMERベースGDPの順位は世界第30位であり（国際通貨基金調べ）、上位である。しかし、米国、カナダ、イギリス、ドイツ、北ヨーロッパ諸国など西洋の先進国と比較すると数%〜数割低く、経済的不平等がかねてからの社会問題として認識されている中東のイスラエルよりも数値上は低い。これには、米ドル建て換算の数値が市場為替レートの影響を受けて大きく変動することも少なからず影響している。また、日本は世界で最も進んだ高齢化によってそれらの国と比べると労働力人口（15～64歳）比率が数%〜1割程度低く、対照的に扶養人口の比率が高いことが1人当たりでの算出では押し下げ要因になること、GDPの計算方法・内訳自体が国家間で統一されておらず曖昧な指標であることなどにも留意が必要である。

## 特徴

### 天然資源

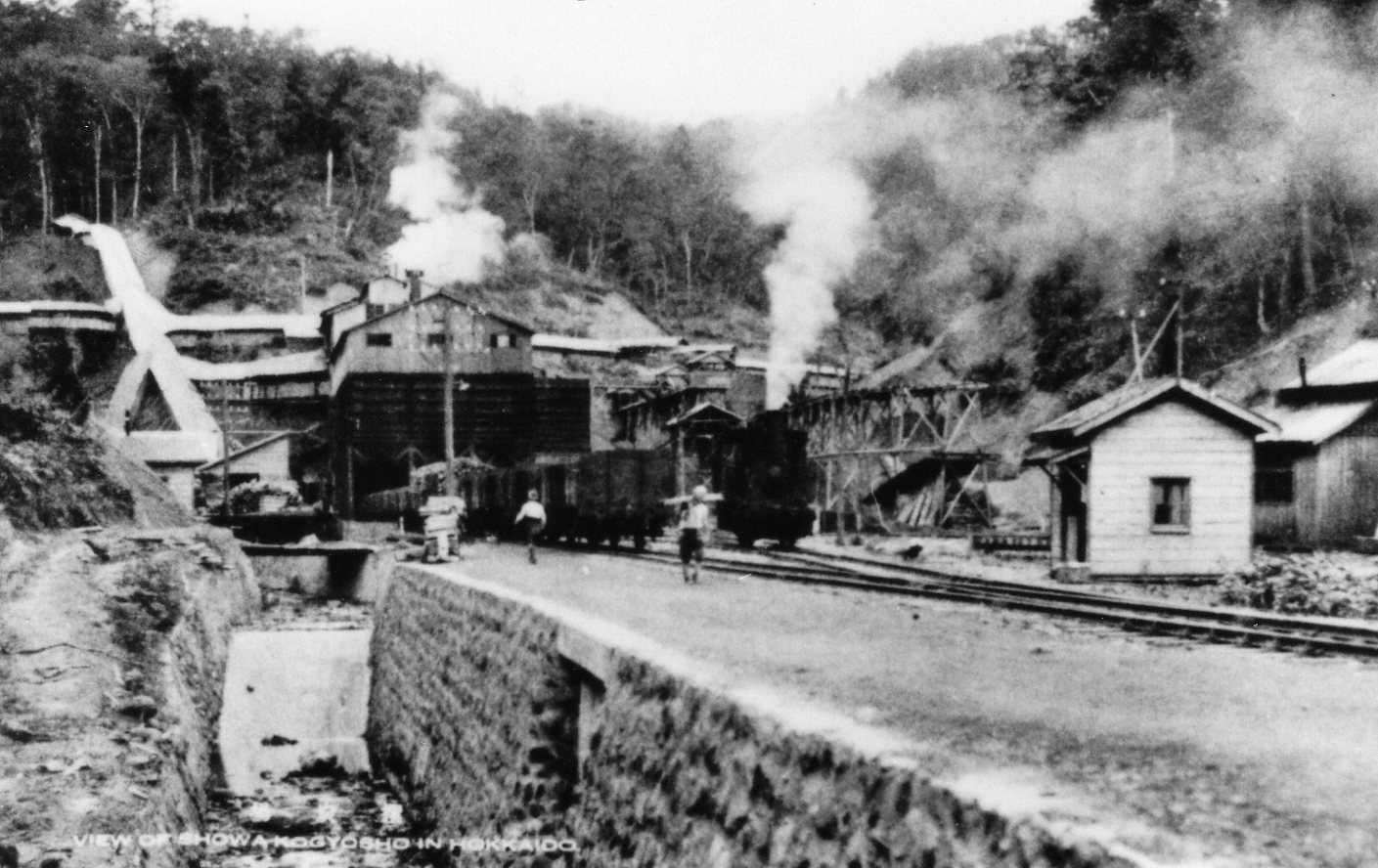
北海道・昭和炭鉱

日本は国土面積が小さいため地下資源の賦存量は総量で見れば少ない。しかし、狭い面積に多種多様な地下資源を産出し、資源の博物館とも呼ばれている。かつては金・銀・銅、石炭、硫黄を大量に産出しており、戦国時代には戦国大名らが金銀の増産に励んだため、世界の金銀の流通量のかなりの割合を日本産が占めたこともあった。
現在は、石炭については埋蔵量は多いものの、良質の石炭が少ないこともあり、大規模な採炭は釧路コールマインで行われているのみである。金・銀は菱刈鉱山などで非常に良質な鉱石が産出するが、採掘コストがかさむため採掘量は多くない。日本海沿岸では石油・天然ガスを産出する。しかし、産出量は少なく国内需要を満たすことはできない。東京周辺の地下には莫大な天然ガスが埋蔵されている（南関東ガス田）ものの、市街地化が進んでいる地域であることから環境規制が厳しく、房総半島でわずかに採掘されているのみである。ここではヨウ素が豊富に採掘され、生産量は世界第2位である。日本の領海・排他的経済水域 (EEZ) に、金・銀・石油・メタンハイドレート等が大量に埋蔵されていることが確認されているが、コストや技術的な問題で採掘できていないものや、調査中のものがほとんどである（詳細は「日本の海底資源」を参照）。ただし、セメント原料の石灰石、ガラスや建築材料の原料となる石英は露天掘りができるため採掘コストが安く、盛んに採掘されている。
木材資源は、森林面積が広く降水量も多いため比較的豊富である。かつては木材生産が盛んであり、高度経済成長期までに天然林の多くが伐採され、その後植えられた人工林が森林面積の大半を占める。林産物の自由化が進むにつれて、工業化の進展や海外産木材とのコスト競争の結果比較劣位となり、日本の林業は壊滅的な衰退を被った。放棄された人工林は荒廃し、保水力の低下など国土保全上の問題が懸念されている。近年は国産材需要が回復しつつあり、衰退した林業の再建が急がれている。
水産資源の面では、基本的に恵まれている。近海は豊かな漁場となっており世界有数の漁獲高だが、長年の乱獲と海洋環境の変化により漁獲量は減少傾向にある。日本近海では中国、台湾、大韓民国、ロシアなどの漁船が操業しており、日本の漁船との競合が起こっている。
水資源は、温暖湿潤気候のため降雨が多い上に、山林の保水力が高いため、良質な軟水が豊富に入手可能である。飲料水はもとより工業用水としての質も高い。

### 産業
国内市場が大きいため第三次産業が発達している。製造業も強く、加工貿易が盛ん。特に工業技術は世界最高水準であり、多くの分野において、他の先進工業国及び開発途上国にとって規範となり、また脅威ともなっている。中でも自動車、エレクトロニクス、造船、鉄鋼、素材関連の産業は大戦後大きく成長し、世界的企業を多数擁する。
技術貿易での技術依存度は、輸入超過から輸出超過へと長期傾向的に変化している。産業用ロボットなどの付加価値の高い、独自の技術をひねり出すケースも各所で見受けられる。例えば、日本は工業用ロボットについて世界のロボット生産量の7割を生産している。また世界で使われている工業用ロボットの6割は日本で活動している。日本の工業界は非常にロボット化され、効率がよい産業と言える。また、家庭用ロボットという概念も日本から発信されたものである。

### 貿易・投資
主な貿易相手国は中国、米国、東アジア、東南アジア、EU、サウジアラビアなどである。
主な輸出入品目は、資源が乏しく加工貿易が盛んなため、輸入は石油、鉄鉱石、半製品や食品。
輸出は自動車、電気製品、電子機器、家庭用ロボット、工作機械や産業用ロボットなど。
また、継続的な経常黒字により世界最大の債権国となっており、世界経済からの配当や利子の受け取りが次第に増大している。

### 金融
日本の通貨である円は、米国のアメリカ合衆国ドル、EUのユーロと共に国際通貨の一角を占めている。世界における準備通貨比率で円は第3位（5.8% 2024年）である。
日本の商慣行では間接金融による資金調達を広く用いており、銀行の活動が経済に与える影響は大きい。また、銀行は融資の際に不動産（土地・建物）を担保に取ることが多いため、地価変動が経済に与える影響も大きい。
だが、バブル景気崩壊後は直接金融への転換が進められ、担保も多様化してきている。一方で金融機関の審査能力については、特に地方銀行で十分でないとの指摘もある。また中小企業向け融資は、政府保証である公的信用保証協会によって支えられており、それらの総額はGDPの7%以上となり国際基準では非常に高い水準である。
近年、株式取引（特に個人投資家による取引と投資）、直接金融が活発化しているが、規制撤廃・金融開放の進んだ米国、英国に比べると、未だ金融資産に占める株式等のリスク商品の比率は低い。その一因としてバブル崩壊後の株式投資が確実には収益を上げにくい投資であったこと、デフレにより低い名目金利でも実質金利は高かったこと、失業の危険や所得の伸びの鈍化から流動性の高い現預金の需要が高まったこと、財形貯蓄などの強力な現預金貯蓄システムの存在、政府年金による強制貯蓄や国民の貯蓄型保険への嗜好、株式投資を博打と同一視する風潮などが考えられている。

## 各産業の概況

### 第1次産業

#### 農業
農業は戦後直後までは最も盛んな産業であった。1950年の国勢調査では第一次産業の就業者が全就業者の約5割を占めていた。高度経済成長期を通じて農業に従事する者は減少の一途をたどり、現在では全就業者の5%程度に過ぎない。2020年現在、174.7万戸の農家がいるが、販売農家は102.8万戸 (41.1%) にすぎず、2023年時点で平均年齢68.7歳、従事者の70%が65歳以上である。
平野部が少ないことや主業農家率が低いことなどの理由から、販売農家における農家1戸当たりの経営耕地面積は北海道34.0ヘクタール・都府県2.4ヘクタール・全国3.4ヘクタール（2023年）と狭小である。
江戸時代以前からの飢饉、大正時代の米騒動など米の不足が社会不安に直結することから、第二次世界大戦中に食糧管理制度が採用され、1994年に新食糧法が制定されるまで、米価・生産は国家の管理下にあった。国策として米の生産に力が入れられてきた。自給率も米だけはほぼ100%である。
戦後の生産技術向上や食生活の多様化により米が余るようになり、高度成長期以降は減反政策に転じている、後に廃止された。また、農産物輸入自由化の流れを受け、1980年代後半には、ウルグアイ・ラウンドの流れを受け、牛肉・オレンジの輸入が自由化、次いで1990年代から米も輸入されるようになった。
狭小の土地で付加価値を上げるために都市近郊では野菜や花卉（かき）、鶏卵といった近郊農業が行われている。農業分野においても、ブランド化により高付加価値の商品へ転化させる動きが見られる。このブランド化の努力の結果、日本の食料品は世界的なブランドとして輸出されるまでになった。
最近では農業への株式会社参入も認める議論が進んでおり、将来的には労働集約から資本集約型農業への脱皮が見込まれている。すでに建設業や食品加工業が農業に乗り出しており、一部ではプラント化も進んでいる。
日本のカロリーベースでの食料自給率は39%(2021年)であり。地産地消や安全保障を重視する立場の人は農業界の擁護に回っている。事態打開のために日本国政府は、農業界に助成金投入や株式会社参入という形で競争力を得ようと考えている。一方、産地直送で消費者と生産者の直接的なつながりも模索されている。

##### 主要農作物

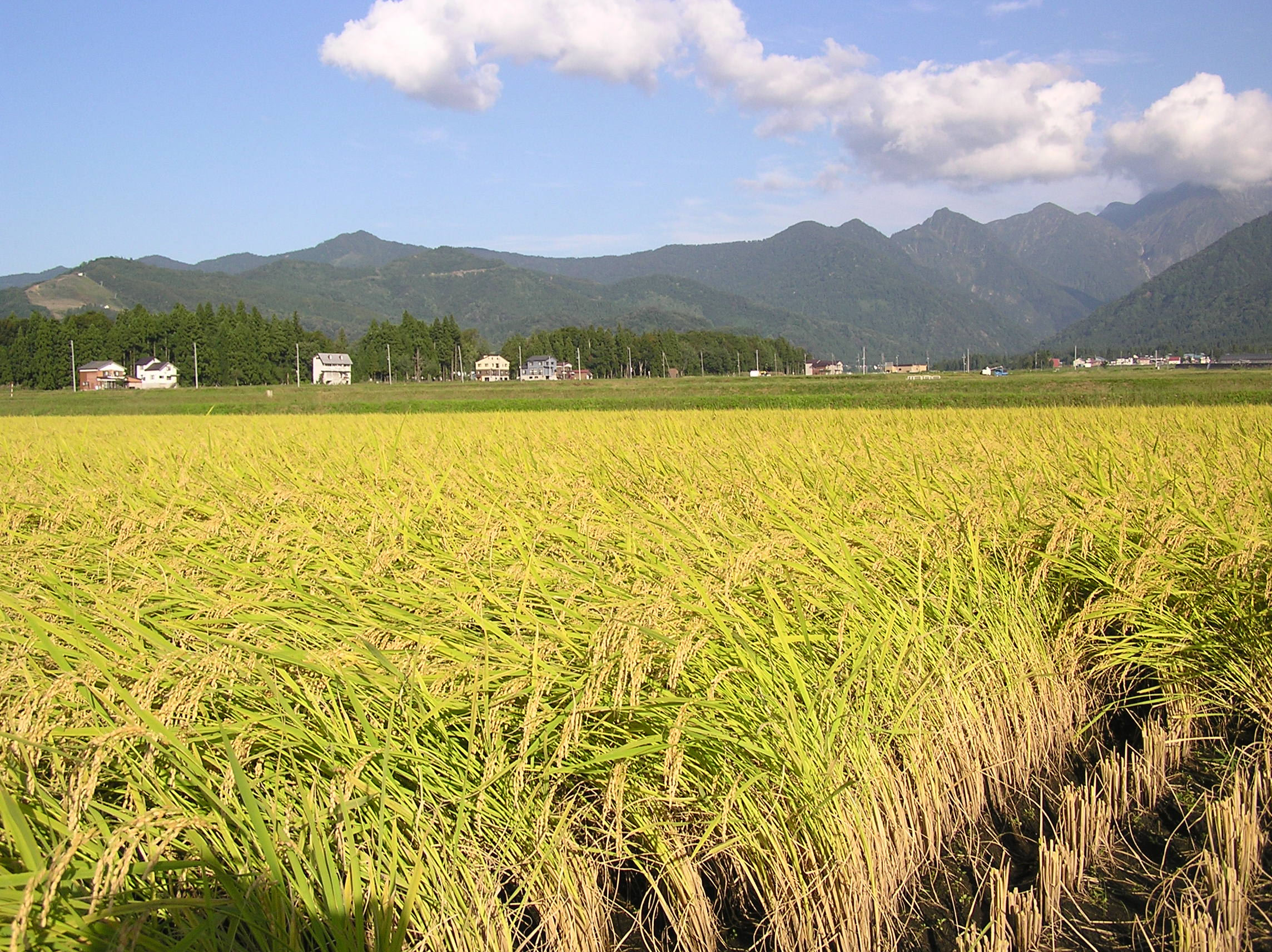
新潟県南魚沼の水田

米の2020年の生産量は670.1万トンであり、新潟県、北海道、秋田県、山形県、宮城県と続く。
長年にわたる品種改良によりコシヒカリ、あきたこまち、ササニシキ、きらら397、はえぬき、ひとめぼれといった品種が開発され、食味のよいブランド米の多くは本州の内陸部や北海道などの寒冷地で生産される。
麦の2023年の生産量は、小麦、二条大麦、六条大麦、はだか麦の4麦合計で132万6000トンである。小麦の生産は北海道が全体の54.9%の63万8100トンを生産している。多くを米国、カナダ、豪州からの輸入に依存している。
大豆は古くから、味噌、豆腐、納豆、醤油といった加工食品や大豆油の原料として使用されているが、国内の生産量は21.7万トン にすぎず、国内の自給率は7%にすぎない。トウモロコシは主に飼料用として利用されるが、飼料用トウモロコシのほぼ100%を海外からの輸入に依存している。
野菜は鮮度が重要なこともあり、79%の比較的高水準にある。都市近郊の愛知県や茨城県、千葉県、群馬県などでは近郊農業がおこなわれているほか、レタス、キャベツ、白菜などは長野県などで高原野菜として夏に収穫され、宮崎県や高知県など温暖な地方は、ビニールハウスを利用し冬にピーマンやきゅうりを生産している。
果実の自給率は1960年の100%から2021年の39%にまで大きく低下している。果実は土地の気候、土壌などが左右されることもあり、各地域により生産されるものが大きく異なる。みかんの2023年の生産量は68万1,600tであり和歌山県、愛媛県、静岡県、九州地方といった温暖な地方で生産されている。リンゴの2020年の生産量は737,100トンであり、寒冷な土地での栽培が向いていることもあり、青森県や長野県で全体の4分の3を占める生産量を誇る。

##### 畜産業

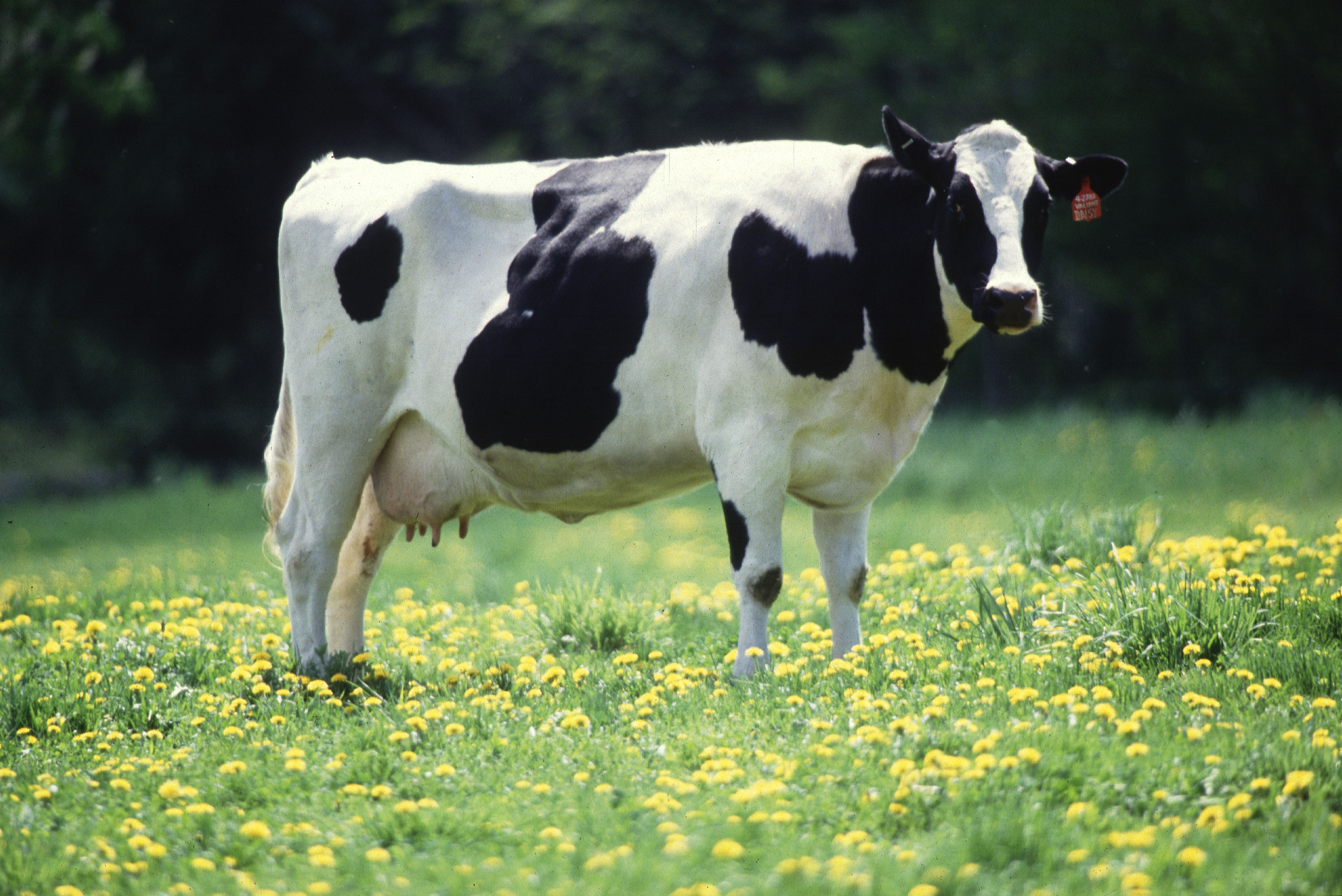
乳牛の代表品種、ホルスタイン

乳用牛の飼養頭数合計は2024年時点で131万3000頭、飼養戸数は11,900戸。肉用牛の飼養頭数合計は267万2000頭、飼養戸数は36,500戸。豚の飼養頭数合計は879万8000頭、飼養戸数は3,130戸。採卵鶏の飼養羽数は1億2972万9000羽、飼養戸数は1,6400戸。ブロイラーの飼養羽数は1億4,485万9,000羽、飼養戸数は2,100戸、出荷羽数は7億3,192万9,000羽。
乳用牛のほぼ半分が北海道で飼養されている。2023年の生乳生産量は62万7,975t、牛乳・乳製品の自給率は61%である。
豚肉は鹿児島県、宮崎県といったシラス台地、茨城県、群馬県、千葉県といった大消費地の近郊などで生産され、国内の自給率は48%である。
鶏卵は製品の性質上割れやすいということもあり、自給率は97%と高く、千葉県や茨城県、愛知県といった近郊で採卵鶏は飼養されている。肉用若鶏は鹿児島県や宮崎県、次いで岩手県で主に生産されているが、国内の自給率は64%であり、不足分は輸入している。

#### 林業
日本は森林の生育に適した湿潤な気候であり、同時に人間の居住に適さない山地が多いため、山地や丘陵地帯はほぼ森林となっている。そのため国土面積に占める森林の割合は約3分の2の2508万ヘクタール（25.08万平方キロメートル）と極めて高い。林業は主力産業の1つであったが、第二次世界大戦後のエネルギー革命で薪炭利用が激減した。戦後復興により需要が拡大した住宅用建材向けの生産が活発になるが、1970年以降の外材の輸入自由化により競争力を喪失して2000年代までの長期に渡り低迷していた。
しかし2002年から2010年にかけロシアの森林伐採規制が強化され、ロシアからの木材輸入が激減。中国の木材消費量増加に伴う需給の逼迫に、重油価格高騰による輸送コストの増大が重なり、輸入材の価格が上昇し、相対的に競争力を強めた国産材の需要が増加した。2002年を底に日本の木材自給率は上昇に転じ、丸太・製材品・合板の輸出も年々伸びるなど、日本の林業は復権しつつある。京都議定書（森林の循環利用は二酸化炭素削減要素の1つ）に代表される地球温暖化問題からも、木材供給力の強化は喫緊の課題となっている。

#### 水産業

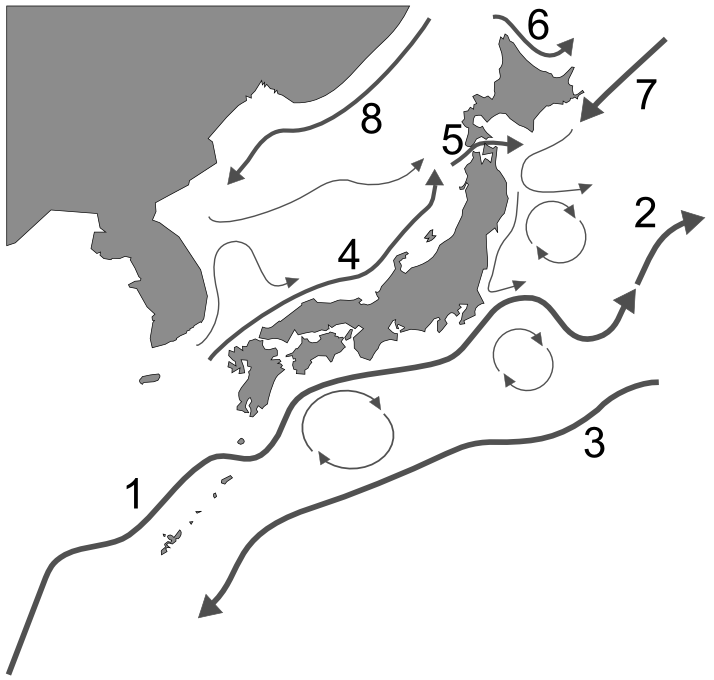
日本列島近海の海流
1.黒潮 2.黒潮続流 3.黒潮反流 4.対馬海流 5.津軽暖流 6.宗谷暖流 7.親潮 8.リマン海流

日本近海は暖流と寒流が交わり、魚の餌となるプランクトンが発生しやすい潮目が三陸海岸沖にあり、漁業資源に恵まれており、昔から漁業が盛んであった。しかし仕事の厳しさや、1970年代に各国が排他的経済水域を導入したことにより漁獲可能量が制限されたこと、オイルショックによる燃料代の高騰などにより、漁業経営は困難となり、海面漁業就業者が1953年の79万人から、2022年の17万3100人と減少の一途をたどった。結果として、漁獲生産量は1984年の1160万tをピークに2023年には372万4,300tと1/4以下となった。漁業種類別では漁業生産量の大半を占める沖合漁業が1984年の6,956千トンをピークに2023年には1777千トンにまで減少し、遠洋漁業が1973年の3,988千トンをピークに2023年には202千トンにまで減少、世界における漁獲量も1980年は10,048千トンで世界首位であったが2005年には4,179千トンで世界第6位に後退している。こうした傾向を補うものとして養殖技術の開発が盛んであり、技術上不可能とされたウナギやマグロを卵から育てることに成功するなど、世界的にも注目されている。養殖業は1983年に初めて1,000千トン以上の生産量を超えたが、その後は1994年の1,344千トンをピークにおおむね横ばいの状態が続いている。2023年において849千トン、養殖されているものとして、海苔、ホタテ、カキ、ブリ類がある。
1960年代から1970年代前半にかけて、日本人の貴重なタンパク源獲得の手段として遠洋捕鯨が大規模に行われ、1960年代から1970年代前半には年間平均20千頭以上の生産量をあげていたが、オイルショックにより燃料代が高騰したことにより生産量は1987年には2790頭と激減した。2019年商業捕鯨を再開、鯨肉の需要はピークの1%程となっている。
水産業の衰退により、1984年に100%だった魚介類の自給率は2021年には59%にまで減少しており、不足分を海外から輸入しているが、中国などの新興国が経済成長するに伴い消費が拡大し、魚介類の価格が上昇していることから「買い負け」が発生している。日本が主に輸入している水産物は、2021年でサケ・マス、カツオ・マグロ、エビ、カニ、タラが上位。

### 第2次産業

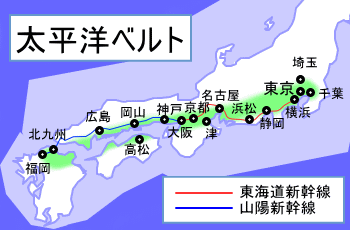
太平洋ベルト

製造業は、教育や商社と並んで日本の根幹をなす産業部門であると言われている。諸外国と比較して、政府の関与が比較的少ないことが特徴である。石油や石炭、鉄鉱石などの原料を海外からの輸入に依存し、加工した製品を海外へ輸出するという加工貿易を行うため、太平洋ベルトを中心に海岸部に石油化学、鉄鋼のコンビナートが集中する。
戦前は阪神工業地帯が「東洋のマンチェスター」と呼ばれ繊維産業を牽引し、戦後になると京浜工業地帯が長らく工業製品出荷額の首位の座にあったが、1990年代以降、中京工業地帯の自動車産業が海外への自動車輸出を通して拡大し、中京工業地帯が2007年現在、工業製品出荷額の首位である。かつて、4大工業地帯と言われた北九州工業地帯は1901年の官営八幡製鐵所操業開始以降、近隣の筑豊炭田、福岡県・山口県の石灰石、満州の鉄鉱石を原料に栄えていたが、敗戦により、中国大陸からの原料供給が断たれると、大消費地である東京や京阪神からの距離が遠いこともあり衰退した。
一時期は、輸出部門であるがゆえに低賃金の傾向があり、若年労働者の確保に困難をきたした。また、最近では生産拠点の海外進出により、国内の雇用は減少し空洞化の懸念がある。

#### 鉱業
元々日本は火山活動が活発な地域であり、埋蔵されている鉱物資源の種類は豊富である。このため第二次世界大戦以前は鉱業は活発であった。しかし、戦後、鉱害などへの環境対策、労働者の安全対策に多額の生産コストを要するようになり衰退した。現在では、コストの安い露天掘りによる石英、石灰石、品位が高く国際競争力がある金、銀などが産出される程度である。エネルギー資源としては若干の天然ガス、ごく少量の石油・石炭の採集が行なわれている。

#### 建設業
建設業は、戦後復興の中で建設ブームや各種プラントの建設、大規模インフラの整備などをうけて成長。資本蓄積に大きな役割を果たした。財政政策、地方への所得移転として公共事業が盛んに行なわれたため、1970年代以降は次第に官業色を強めた。バブル景気において、民間投資の興隆と保有不動産の含み益から規模拡大したが、1990年代においては再び公共事業への依存を強めると共に保有不動産の含み損に苦しみ、不動産・小売とともに構造不況と呼ばれた。この時点において、建設業が経済に占める割合は諸外国と比較して高く、過剰供給体制であった。2000年代に入ってから継続的な公共事業削減が続いたため業容は縮小し、民間建設が盛んな大都市、特に東京への一極集中が進んでいる。一方で民間建設が少ない地方では建設業者の倒産や農業・林業など他の事業への参入が進んでいる。

#### 製紙・パルプ
製紙産業は典型的な装置産業であり、戦後の業界再編の結果、王子製紙、日本製紙を軸に大王製紙、レンゴー、三菱製紙の5社体制となっている。

#### 化学

##### 石油化学
製品の原料である原油のほとんどを海外からの輸入に依存しているため、コンビナートは沿岸部（鹿島臨海工業地帯・京葉工業地域・京浜工業地帯・中京工業地帯・阪神工業地帯・瀬戸内工業地域）に集中する。また、海外からの原油依存のため、汎用製品の国際競争力で劣る。
二酸化炭素の削減の流れなどの影響で1999年をピークに石油需要が減少している。一方石油業界では国内需要の2割以上の石油精製能力を持っており過剰な設備が問題となっており、大手メーカーを中心に製油所の生産能力縮小・閉鎖が進められている。
ガソリンスタンド (GS) は自動車の普及に伴うガソリン需要の増加によって増加が続いてきた。しかし収益悪化と後継者不足により、GSの数は1994年末の6万421店をピークに2023年度末には2万7414店に激減している。GSの減少により過疎地域の自治体ではGSが消滅、極端に少なくなったSS過疎地が生まれた。

##### 製薬
武田薬品工業が国内首位の売上高、次いでアステラス製薬、第一三共、エーザイと続く。国内首位の武田薬品工業は2020年では世界第10位であり、世界首位のファイザーと大差をつけられている。
新薬が不足する一方、研究開発費が増大していることから世界的な業界再編が進行中である。中外製薬がスイスのロシュの傘下に入り、また武田薬品工業やエーザイは海外のバイオベンチャーを買収する一方、国内では山之内製薬と藤沢薬品工業が合併しアステラス製薬が、第一製薬と三共が合併し第一三共が設立された。他にも協和醗酵工業がキリンホールディングス傘下に入り、田辺製薬と三菱ウェルファーマが合併し田辺三菱製薬が設立された。
国内の製薬・医療機器メーカーは国保制度に保護されている側面があり、後発薬・大衆薬・医療器具や検査装置などを供給する中小メーカー・卸業者が無数にあり、国内での統合再編は進んでいない。保守的な経営により財務体質がよい企業が多い反面、国際的な競争力をもつ創薬メーカーは少ない。

#### 繊維
繊維産業は、昭和前半までは製造業の中心であり、その陰には女工哀史などの状況もあったが、輸出産業の主力として日本の経済を支えた。戦後は、高度経済成長による工業化や、中国等新興国の安い繊維製品の輸入増加で製造業での地位は低下している。繊維産業の事業所と出荷額は1991年と比べ2015年には四分の一になった。アパレル市場の輸入浸透率は97.6%である。こうした状況の中でも日本の繊維産業は技術的には世界トップにあり、工業用の合成繊維や炭素繊維に強みを持っている。

#### 鉄鋼・非鉄金属

##### 鉄鋼業

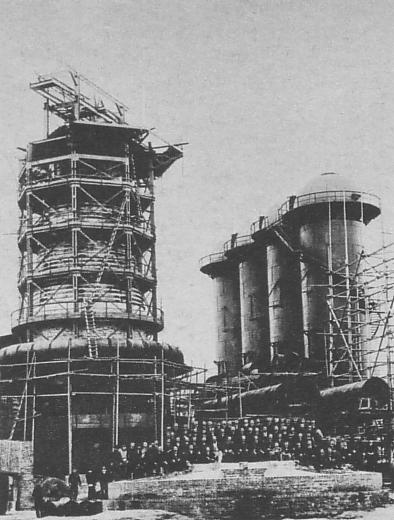
日本の重化学工業のさきがけ、官営八幡製鉄所

粗鋼生産量は中国、インドに次ぐ第3位の生産を誇る。国内の粗鋼生産量では日本製鉄（国内首位、世界第3位、4730万トン）が最大手である。
1990年代の平成不況、日産自動車のカルロス・ゴーンの資材調達見直しを契機に鉄鋼業界の再編が進み、新日本製鐵を軸に住友金属工業（2社で合併し新日鐵住金）、神戸製鋼所が株式持合い関係に入る一方、川崎製鉄と日本鋼管が合併しJFEホールディングスが設立され、寡占が進んでいる。

#### 土石・窯業

##### ガラス
ガラス業界は寡占化が進む板ガラス業界とそれぞれのガラス製品の特性を生かした多数の中小企業に二極化される。
液晶テレビ、自動車や建物に使用される板ガラス業界は装置産業であり、また、世界最高水準の技術力を持つ。日本国内ではAGC、日本板硝子、セントラル硝子の3社が国内の9割以上のシェアを持つ寡占状態にあり日本国内でも7事業所しか存在しない。日本の3社に、コーニング社など含めた7社が中国を除く世界市場の7 - 8割を占める。

##### セメント
セメント業界もガラス業界と同様に装置産業であるため、太平洋セメント、宇部三菱セメント、住友大阪セメントの3社による市場の寡占化が進んでいる。1990年代からの公共事業削減の影響を受け、セメントの生産量は1996年の9499.2万トンをピークに2022年では5148.2万トンまで減少した。
セメントの原料である石灰石は日本が自国内で供給できる資源であり、埼玉県の秩父地方や山口県の秋吉台などで生産されている。

#### 印刷
インターネットの普及に伴う書籍・雑誌等の販売不振や景気低迷による広告等の商業印刷の低迷により市場規模は年々縮小傾向にある。出荷額は1991年の8兆9000億円をピークに縮小しており、2021年には4兆6630億円にまで激減している。大日本印刷・凸版印刷の2強は液晶フィルターなどエレクトロニクス部材事業で収益を伸ばしている他、大日本印刷が丸善CHIホールディングスを子会社化、凸版印刷が紀伊国屋書店と業務提携し出版・書店事業に関与を深めるなど多角化を進めている。

#### 電気・電子・半導体産業
半導体等電子部品は、高度成長時代から平成初期にかけて自動車と並んで日本の貿易の中で大きな割合を占めた分野であり、長らくその優れた品質から日本の代表的な工業製品となって、電子立国とも呼ばれた。しかし1985年のプラザ合意による円高、人件費がアジアよりも割高であることも相俟って、平成時代を通じて多くの分野でシェアの減少が著しくなった。1980年代から1990年代前半まで日本の半導体メーカーはDRAMなどの分野で高いシェアを誇っていたが、韓国・台湾・中国など新興国のメーカーの台頭と値下げ競争の結果（中華人民共和国の経済#電気機器も参照）、国内メーカーの経営は悪化し半導体事業の合併や撤退が進んだ。
電気機械器具製造業（規模10億円以上）の営業利益率は1960年代の平均10%台から1990年代には平均3%台にまで低下、2001年度にはITバブル崩壊の煽りを受け-0.8%にまで一旦マイナスを記録したこともあり、長期的に低下傾向にある。また、大手電器メーカー10社の合計営業利益率においても、1980年度から2005年度までの25年間で低下している。1980年前半および円高不況後のバブル景気時代における合計営業利益率は6 - 8%を計上していたが、その後はずるずる低下し、2001年度にはマイナスの営業利益率となった。その後、V字回復をしたが、2005年度でも合計営業利益率は3%台に過ぎなかった。インテルやサムスン電子のような海外企業に比べ、営業利益率、設備投資額とも低水準のままであり、2000年代中盤の時点で先行きを危ぶむ声が出ていた。リーマンショック以後にはさらに再編の流れが強まり、沖電気工業のロームへの半導体事業売却、エルピーダメモリの買収による消滅、ルネサステクノロジ・NECエレクトロニクスの統合によるルネサスエレクトロニクス設立、東芝のフラッシュメモリ事業売却によるキオクシアの設立など再編が進んだ。
2019年では輸出額の5.2%まで下がっている。

##### 白物家電
1950年代の神武景気・岩戸景気において国民の所得が拡大したことから、冷蔵庫、洗濯機、白黒テレビに代表される「三種の神器」が日本国中に普及していった（テレビは後述）。その後も、1960年代のいざなぎ景気の時には、「3C」の1つとしてエアコンが新たに耐久消費財の対象として加わった。結果として1970年代前半には冷蔵庫、洗濯機の普及率は90%を超えていった。

##### 映像・音響機器

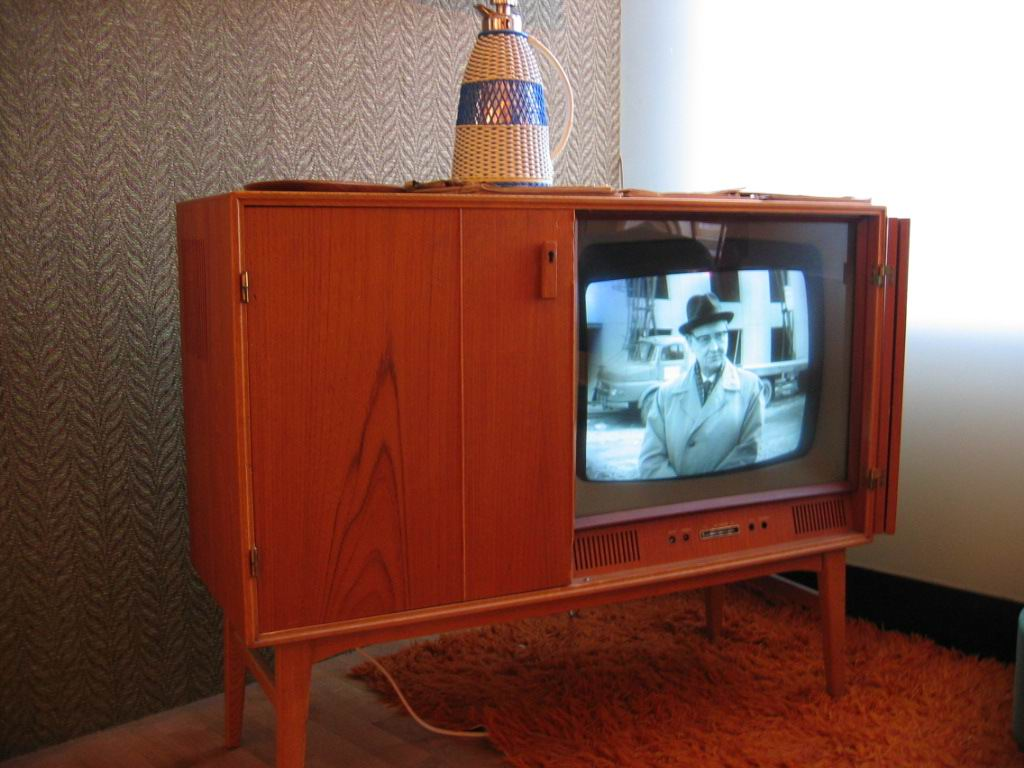
「三種の神器」の1つ、白黒テレビ

1950年代には「三種の神器」の1つとして白黒テレビが、1960年代には「3C」としてカラーテレビが家庭に普及していった。家電メーカー各社はブラウン管テレビの生産を拡大し、1970年には国内で合計13,782千台、1980年には16,327千台、1990年には15,132千台生産し、日本国内に販売するだけでなく、海外にも輸出していった。
ブラウン管テレビに代わり、薄型テレビとして液晶テレビ、プラズマディスプレイが出たことにより家電業界は再編の動きが始まった。液晶テレビやプラズマディスプレイは日本企業が先手を売って開発に成功するも、巨額の研究開発費とともに巨額の設備投資を必要とする一方、競争により単価の下げが止まらないという状況になった結果、日本企業のテレビシェアは落ち込み、2007年12月には、シャープと東芝がテレビ向け液晶パネルと半導体の相互供給で事業提携すると発表し、また、松下電器産業・日立製作所・キヤノンが液晶パネル事業の総合提携を行うといった合従連衡が起きるようになった。しかし、日本のメーカーは競争に敗れ多くが撤退した。

##### コンピュータ
スーパーコンピュータでは1980年代にはNEC、日立製作所、富士通の3社が高い技術力で販売を伸ばし米国との貿易摩擦が問題となったが、分散処理技術への技術移行にともない採算が悪化し、世界シェアは低下した。技術面では2002年にNECが当時世界最速となる地球シミュレータを開発するなど依然高い技術力を持つ。スパコンにおいては各国の激しい開発競争により日本のスパコンの計算速度が低下しており、旧理化学研究所（現国立研究開発法人理化学研究所）とNEC、富士通、日立製作所が共同で京 (スーパーコンピュータ)の開発を国家プロジェクトとして進めていたが、巨額の研究開発費からNECと日立製作所が開発から撤退した。
パソコンでは、1970年代にコンピュータ輸入自由化による欧米メーカー進出への懸念から旧通商産業省の指導のもと三大コンピューターグループ（東芝・NEC、富士通・日立製作所、三菱電機・沖電気工業）が形成され政府の支援の下開発が進められた。1980年代には国内ではNECがPC-9800シリーズが国内シェアで全盛期に9割を占めた。また1993年から2000年には東芝がノートパソコンにおいてシェア首位を占めた。しかし、PC/AT互換機パソコンの普及などによる価格競争の激化から2000年代から国内メーカーの再編が進み三菱電機や三洋電機など多くメーカーがパソコン事業から撤退した。その後再編され、富士通によるシーメンスとの欧州PC合弁会社の買収、日立製作所・シャープなどのPC事業縮小・撤退、NECとレノボとの合弁会社設立などが行われた。2014年ソニーがノートパソコン事業を売却しVAIO (企業)が設立、2018年東芝がパソコン事業をシャープに売却、シャープはパソコン事業に再参入した。

##### 携帯電話
平成時代前半時点において世界最先端といえる携帯電話が登場したものの、俗に言うガラパゴス化の弊害が著しくなり、2000年代後半に登場した海外製スマートフォンに淘汰される形で大半の企業が本体製造からの撤退に至った。国内スマートフォン市場でも50%がアップル社となっており日本のメーカーは大きく差をつけられている。

##### 光学機器
キヤノン、ニコン、オリンパスなど世界的なメーカーが存在している。カメラの主力が電子機器的要素があるデジタルカメラに変化したことで、ソニーやパナソニックなど電機メーカーの参入が相次ぎ、コニカミノルタなど光学カメラに歴史を持ちデジタルカメラに参入したメーカーの撤退が起きた。

#### 輸送用機器

##### 自動車産業
自動車産業は、1980年代に米国を生産量で追い抜いた。その後一進一退が続き、バブル崩壊で窮地に陥った企業もあるが、2000年の原油価格の上昇が燃費に優れる日本車の追い風となった。
米国市場ではミニバン・ピックアップトラックの流行などに対して折々のマーケティング政策で常に成功したとは言えず、とりわけ1990年代に到って過剰な有利子負債と採算性の悪化により経営の危機に瀕するメーカーが続出した。折りしも世界的な自動車産業の再編の流れがあり、日産自動車・マツダ・スズキ・SUBARUなどが海外メーカーの資本参加を受け入れた。2005年以降は、海外メーカーが日本の自動車会社への出資を取りやめる動きが相次ぎ、マツダ・スズキ・いすゞ・富士重工業の各社はトヨタの出資を受け入れ、あるいは業務提携を結んだ。結果として日本の自動車産業全体に対するトヨタ自動車の影響力が一層強まった。
国内の自動車販売は頭打ち状態であるが、世界市場では各社とも販売台数・シェアとも拡大傾向にあり、自動車の部品産業は、トヨタ自動車など最終製品メーカーを頂点として、部品メーカー各社がTier1、Tire2・・・として、裾野が広がっている。トヨタ自動車系列としてデンソー、アイシン、豊田自動織機、豊田合成、トヨタ紡織ほか、日産自動車系列としてカルソニックカンセイ、鬼怒川ゴム工業他、本田技研工業系列としてケーヒン他が存在する。

##### オートバイ
オートバイは1960年代以降に世界市場で大幅にシェアを伸ばし、新興国のメーカーが台頭する現在でも世界トップシェアを維持している。オートバイメーカーの中でも、本田技研工業、ヤマハ発動機、スズキ、川崎重工業は4大メーカーとして知られている。
東南アジアなどの開発途上国では市場が拡大しているが、日本国内では新車販売台数が減少し続けている。現在は各メーカーによって生産拠点の海外移転が進められており、日本向けの車両についても中国や台湾などで生産されるモデルが増加している。

#### そのほかの機械工業

##### 建設機械
建設機械では、小松製作所が国内トップで世界でもキャタピラー社に次いで第2位のシェアを持つ。また国内第2位の日立建機が世界シェア第3位に位置している。

##### 造船
造船は中国、韓国の設備増強などによりシェアを落としているものの依然として7%の世界シェアを有し世界第3位の造船大国である。造船のような労働集約的産業でほぼ100%の国内生産を維持しつつこのような高いシェアを維持していることは注目に値する。なお、諸外国で実施されているような造船補助金は存在しない。逆に造船設備の総量規制が実施されていたが、これは最近撤廃されることに決まった。

### 第3次産業

#### 金融業

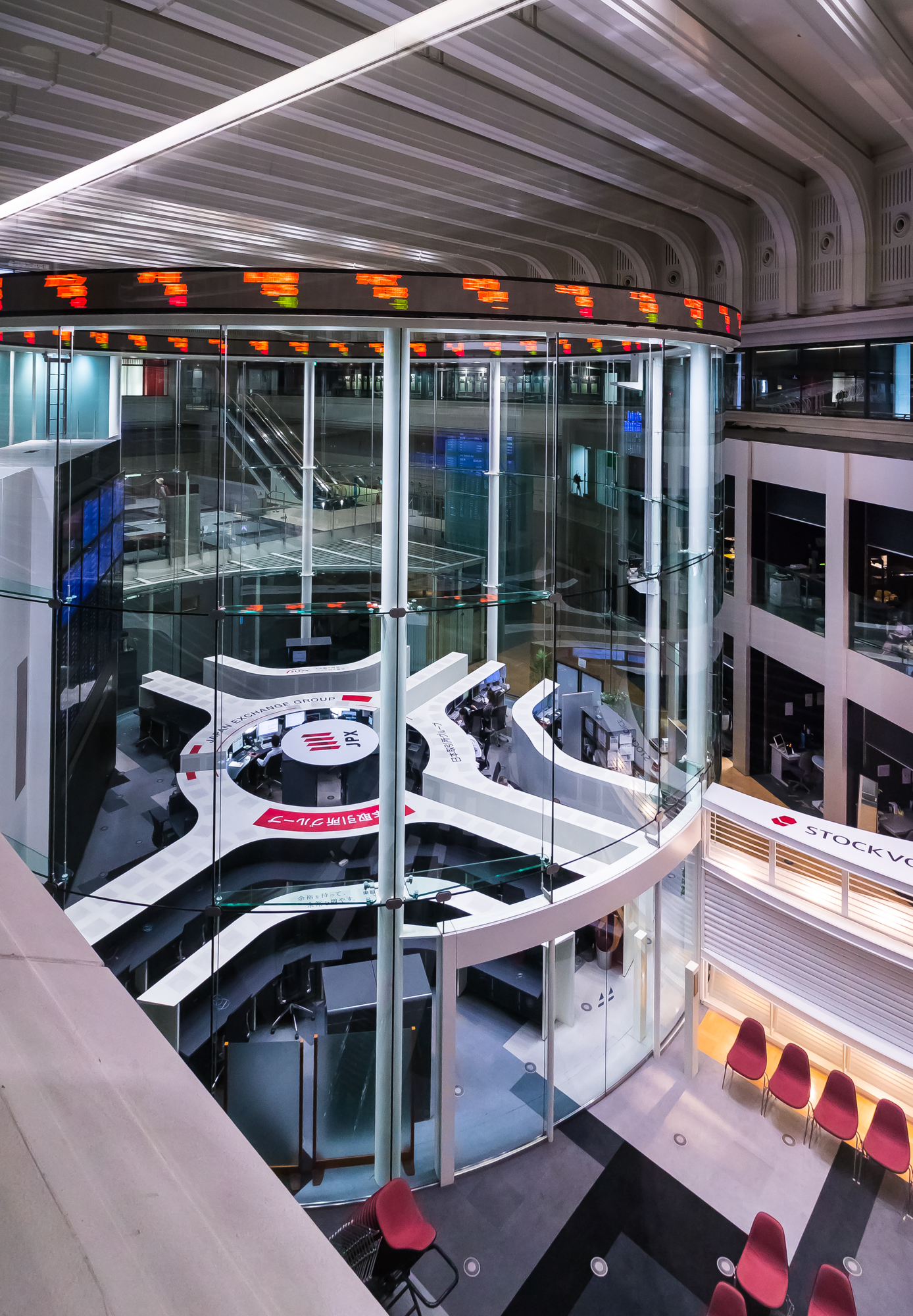
日本を代表する証券市場であると共に世界屈指の証券取引所である東京証券取引所

戦後の日本経済復興には、設備投資に巨額・長期にわたる融資が不可欠であったため、1952年に長期信用銀行法が制定され、日本興業銀行、日本長期信用銀行、日本債券信用銀行が資金需要に応えた。1960年代になると、都市銀行が、民間企業の資金需要にこたえるために融資を拡大し、また、民間企業へのモニタリングを強めていった（メインバンク制の普及）。
1990年代に入り、バブル崩壊や旧大蔵省の不祥事なども関係し、官民両方のセクターで整理統合と合併が進展。業界には合従連衡と改革が連続して起き、競争力を回復したメガバンクが形成される一方で、りそなホールディングスの国有化や地方銀行大手の足利銀行の破綻も起こった。2005年、三菱UFJ・みずほ・三井住友の三大グループに業界は再編された。地方銀行・第二地方銀行では、第二地銀が主に再編対象とされ、県境を越えた救済合併や提携が進みつつある（北陸銀行と北海道銀行によるほくほくフィナンシャルグループの設立、ふくおかフィナンシャルグループによる長崎県の親和銀行の救済、北都銀行と荘内銀行によるフィデアホールディングスの設立など）。
銀行の不良債権処理は景気回復と処理積み立てにより大きく前進し、銀行の体質は改善されている。直接金融に傾きつつある大企業の代わりに、中小企業や個人向けの融資（リテール）に力が入れられ始めている。このセクションは日本の間接金融において次第に収益源とみなされるようになっており、銀行はここに活路を見出そうとしている。
証券会社は、手数料自由化の競争の中で著しく手数料の低下が進行し収益源が信用取引からの利子収入が主軸になりつつある。大手証券会社は、仲介業務から脱し投資銀行への転換を目指している。山一証券の廃業以降、銀行業界のあおりを受け、証券業界も業界再編が進んでいる。国内業界第2位の大和証券グループは、住友銀行と接近し、日興コーディアルグループは三菱銀行を離れ、シティグループの傘下に入った。しかし、世界金融危機の煽りを受け、シティグループの各日本法人が買収対象となった。2009年には三井住友フィナンシャルグループが日興コーディアル証券を買収・完全子会社化したことにより、大和証券グループは三井住友フィナンシャルグループから離れた。規制緩和が進み、銀行と同一支店に設置される支店や、銀行業の一部を代行する証券会社も増えている。SBI証券を筆頭にネット専業証券会社の存在感も増しつつある。
保険業界は、1990年の後半から2000年代の前半にかけて中堅の生命保険会社の破綻が相次ぎ外資系保険会社による買収が相次ぎ、明治安田生命のように財閥の垣根を越えて経営統合が起きた。また、損害保険業界は業界再編第1幕として、東京海上ホールディングス、三井住友海上火災保険、損害保険ジャパン、あいおい損害保険、ニッセイ同和損害保険の大手6社の寡占体制となった。保険金不払い事件を発端とするシステム対応費用の増加、若者の車離れによる自動車保険料収入の減少、国内市場において外資系の保険会社の競争、欧米やアジアの新興国を中心に海外市場への進出を図り収益基盤を確保するために、業界再編第2幕が発生し、東京海上、MS&AD（三井住友海上、あいおいニッセイ同和）、SOMPO（損保ジャパン）の3陣営に集約されることとなった。
消費者金融業界の債権管理能力は高く、リテールに力を入れる銀行との融合が進んでいる。ただ2006年の貸金業法の改正によりグレーゾーン金利の見直され上限金利が引き下げられ収益が悪化した。また消費者金融会社が過剰に受け取った利息に対する過払い金返還請求が相次ぎ、2010年には武富士が会社更生法を申請するなど経営悪化に苦しむ事業者も出てきている。一方、銀行が消費者金融を傘下に収めたり、カードローン事業を展開し消費者金融市場での存在を現している。

#### 不動産業
高度経済成長による住宅需要の増大や経済発展により不動産会社は盛んに住宅団地やビルなどを建設し収益を伸ばした。バブル景気には不動産の転売による含み益やリゾート施設等の開発をもとに収益を伸ばし、さらには三菱地所が米国のロックフェラー・センターを買収するなど海外での事業も拡大していった。しかし、バブル崩壊で地価の急落がおこると多額の融資をもとに含み益経営をしていた不動産会社は経営が悪化した。
2000年代前半には、不動産証券化の手法を用いたデベロッパー (開発業者)を中心に売上を伸ばし市況は活性化したが、2007年に米国のサブプライムローン問題を発端に世界の金融資本の流れに変化がおこり、2008年には資金繰りの行き詰まりにより経営破綻し民事再生法を申請する会社が出るようになり、また、不動産投資信託の破綻も出た。

#### 観光業
南北に長いことから地域ごとに独特の自然と文化をもつ。法隆寺などの古い建物も残存している。
2003年より、政府は外国人観光客の増加を進める施策であるビジット・ジャパン・キャンペーンを実施し、外国人が滞在しやすい環境をつくるべく、ビザの要件の緩和などを進めた。
2010年代、アジアの経済成長、アニメ漫画ゲームのブームも加わって外国人の観光客が急増した。テーマパーク等の娯楽施設も充実しているため、こういった施設を目的にやってくる外国人もいる。
観光地については、北海道、東京、大阪、京都、奈良、沖縄などが定番として挙げられる。東京と近畿に偏りがちだったが、東日本でも北海道の国際観光地化が進んだ。北海道は豪州、中国、台湾、韓国からの観光客が多い。台湾や華南地方では降雪が乏しく、韓国は雪質が悪く、また豪州は季節が正反対で自国が暑い時期にスキーを楽しめるため、北海道や信越地方のスキーツアーも人気がある。北海道独特の風景や情緒も人気が高い。九州は地理的に近いため、台湾や韓国からの観光客が増加している。

#### 卸売業
商社は日本特有の業態であり、業界首位の三菱商事をはじめ三井物産、住友商事、伊藤忠商事など商品取扱い高として世界トップクラスの売上を誇る企業が複数存在する。従来は仲介や輸出入に関わる手数料ビジネスが主体であったが、企業の垂直統合や「中抜き」に見られる商習慣の変化に直面し、現在では資源開発への直接投資や企業投資を経由したマーケットの開拓など世界中で多くの事業を行っている。
大手専門商社には、製造会社や総合商社の子会社・関連会社が多い。
問屋は、日用雑貨や食料品などの流通を製造業と小売業の間で支えている。1970年頃から小売量販店の広域・大規模化が起こり、また冷凍・チルド物流の広がりとともに設備投資に耐えられない中小卸問屋の廃業や統合が進んだ。1990年頃からは、コスト削減のため大手小売店が問屋を通さずに製造業者から商品を直接大量に仕入れる中抜きが一般化したため、一部の業界では合併や共同配送の動きが進んだ。

#### 小売業
2023年の小売業全体の売上は154兆4,020億円。
百貨店の2023年度売上高は5兆4211億円、外国人向けの免税売上高は3484億円で過去最高を記録した。しかし1990年代のピークが10兆円近くあったため半分ほどになっている。貧民も金持ちもターゲットにしていた時代は過ぎ富裕層向けの施設に貧民向けのフードコートや土産物店の入ったフロアを併設するように変わってきている。
大型スーパーでは高度経済成長期からダイエーが「価格破壊」をスローガンに事業を拡大し、1972年には三越を抜き小売業で日本一を達成した。しかし、バブル期の過剰投資で経営不振に陥り産業再生機構の支援の後にイオン傘下に入り経営再建が進められた。バブル崩壊後にはダイエーのように過剰投資やデフレ不況の影響もあり、マイカルや西友など大型小売チェーンが経営悪化に陥り、他社の傘下に入り再建が進められた。一方、イオングループやセブン&アイ・ホールディングスは郊外へのSCやコンビニエンスストアなどへの進出で売上を伸ばした他、銀行業等への参入やファッション店など専門店等の買収を進めた。しかし、2006年にまちづくり3法が改正され大型SCの建設が難しくなっており、都市部での小型食品スーパーの展開や中国、東南アジアなどへの進出も進められている。また専門店との競争激化やデフレ不況の影響で大手スーパー主要店舗形態であった総合スーパー (GMS) は経営に苦しんでおり、不採算店舗の閉鎖やスーパーセンター・ディスカウントストア・食品スーパーなどへの業態変更などが進められている。2011年には、イオンの子会社でGMSなどを展開するイオンリテールがマイカル・イオンマルシェを吸収合併し、同時にGMSブランド統一を行った。
食品スーパーでは、メーカーなどによる販売協力金等を原資にした商品の特売で客を集めるのが主流となっている。また地域性やオーナー経営者が多いことなどから中小規模のスーパーも多く存在している。CGCやニチリウ・八社会・AJSなどの共同仕入れ組織が設立されており、大手に引けをとらない規模を誇る。バブル崩壊やデフレ不況で景気が低迷する中も食料品の売上規模は堅調に推移してきた。しかし、近年は店舗数の増加や人口減少などにより競争が激化している。そのため、近年ではネットスーパーや都市部での小型スーパーなど成長分野への進出が進んでいる。また、イオンによるマルナカ・山陽マルナカの買収やアークスとユニバースの経営統合など将来難しいとされてきた業界再編も進んでいる。
コンビニエンスストアでは、2023年の売上高が約11兆円、店舗数が約56,000店。
ドラッグストアでは、政府による医薬分業の流れで調剤薬局が医療機関の付近に立地するようになっている、そのためドラッグストアで処方箋を扱う店が出てきている。粗利率の高い医薬品や化粧品を取り扱っているため日用品や食料品を低価格で販売している。2023年の市場規模は8兆3438億円。
家電量販店の販売額は2023年度が4兆6844億円。
100円ショップは、90年代のデフレ不況などの影響を受け急成長した。以前は品質が低く供給が不安定だったが、プライベートブランド商品の大量生産委託で品質の向上やコスト削減、供給の安定を図っている。また、海外への進出や200円や300円など100円でない幅広い価格帯の商品を取り扱いを始めたりしている。
ホームセンターは、平成時代に大型化が進んだ。同業態間の競争だけでなくスーパーや100円ショップなど他の業態との競争が激化している。
バブル崩壊後、国民一人当たりの可処分所得の減少に伴い、どの業態においても価格競争が激化している。そのため、プライベートブランド (PB) の開発や他の業態への進出、中国、東南アジアなどを中心とした海外への進出などの動きが進んでいる。

#### 運輸業（旅客）
航空業界は国土交通省（旧運輸省）の規制下にある。
航空運輸では国内線では全日本空輸、日本航空の寡占状態であるが、スカイマーク、エア・ドゥや格安航空会社の新規参入、新幹線・高速道路の整備により大都市間の航空路線では航空会社が次々と料金を値下げ、サービス向上などを行った。その一方で航空会社は、石油高騰の影響や不況の影響をうけており、各社は路線再編や機体の軽量化・小型化を進めて影響を抑えようとしている。
世界金融危機の需要減を受け、日本航空の経営難が深刻化した。2009年8月には金子一義国土交通大臣は有識者会議を開催したものの、第45回衆議院議員総選挙で麻生内閣から鳩山由紀夫内閣へ政権交代があったことにより白紙、前原誠司国土交通大臣のもとで行われたJAL再生タスクフォースによる再生計画も頓挫した。最終的には、2010年1月19日、日本航空と子会社の日本航空インターナショナル、ジャルキャピタルの三社は会社更生法を申請、受理されたことにより、企業再生支援機構をスポンサーに経営再建の道を図ることとなり、2010年11月30日、東京地方裁判所が更生計画を認可、日本航空インターナショナルは減資ならびに企業再生支援機構を株主に増資を実施、同時に日本航空インターナショナルを存続会社に日本航空（持株会社）とJALキャピタルを吸収合併、2011年3月28日には更生手続の終結が東京地裁より認められた。
鉄道運輸では、国鉄分割民営化後に地方の不採算路線が次々と姿を消したり、一部は第三セクター鉄道に転換したりした。しかし第三セクター鉄道に転換した路線も一部を除けば赤字状態で廃止も相次いでいる。JRは本州の旅客会社3社（JR東日本・JR東海・JR西日本といわゆる三島会社の一つであるJR九州が民営化の上上場した。一方、三島会社のうちJR北海道・JR四国の2社は人口減少による利用者減少や民営化の際に設けられた経営安定基金の運用低迷などで株式上場の見通しがついていない。
大手私鉄は、安定した経営を維持している一方、新線の開業も21世紀には非常に少なくなっている。
路面電車は全国で運行されていたがモータリゼーションの進行とともに廃止が相次いだ。しかし過度のモータリゼーションによるスプロール化や交通弱者の問題から見直され、新たに設置を検討したり計画している地方自治体がある。
また、各鉄道会社とも、商業施設や不動産事業で収益を拡大しようとしている。
バス運輸は全国各地に路線があり、通勤・通学、身近な用事などで利用されている。特に自動車を持たないお年寄りにとっては重要な交通手段となっているところもある。しかし、地方を中心に利用者が少なく赤字である路線も多く、そういった路線は地方公共団体の補助金・支援や都市間を結ぶ高速バスの黒字で路線バスの赤字を補填し運転をしているところが少なくない。
2000年代の規制緩和による新規参入や低額なツアーバスの台頭などで収益が減少し路線の縮小・廃止、さらにはバス会社の倒産が起こっている。廃止されたバス路線を地方公共団体が継承し運行を続けるところもあるが近年の地方自治体の財政難から運行を続けることが難しくなっているところが多い。
フェリー運輸は昔、本州や北海道や四国、九州を結ぶ路線が多く存在した。しかし青函トンネル、関門トンネル・関門橋、本州四国連絡橋が整備されたことでこれらの航路は減少したがトンネルや橋の通行料が高いために利用料の安いフェリー運輸を利用する人も多く今でも多くの航路が存在している。しかし、2009年からの高速道路の料金割引で本州四国連絡橋など高速道路と航路が競合するエリアでは、利用者が減少し航路の撤退や縮小が起きている。
タクシーは小泉内閣による規制緩和で新規参入やタクシー車両の増加が進み、初乗り「ワンコイン」（500円）タクシーが登場するなど価格値下げが進んだ。しかしその一方で不況が続き利用客の増加が難しい中で競争が激化したことで乗務員の収入が減少し労働環境の悪化が深刻になっている。そのため、国土交通省では車両数が増大して競争が激化した地域を「特定地域」に指定し、タクシー適正規模などを話し合う場を設けるなど対策を進めている。

#### 運輸業（貨物）
海運は、加工貿易を行う日本にとって重要であり資源の輸入、自動車・鉄鋼など輸出にはほとんどの場合は海運が利用され、貿易において重要な役割を担っている。内航海運も沿岸に立地する工業地帯の多い日本では大きな存在である。主な会社として日本郵船、商船三井、川崎汽船などがある。
航空運輸は、費用が高い・重厚のものは運べないというデメリットがあり貨物運輸で大きな地位があるとは言えないが、半導体など軽量・小型で商品価値が高い工業製品や魚介類など新鮮さが求められる商品の輸送には航空輸送が重宝されている。
トラック運輸は、高速道路の全国的な整備とともに成長した。日本の生産技術としてよく知られるジャストインタイム生産システムはトラック輸送の強みを生かしている。しかし、トラックに偏重した日本の運輸は、交通事故の増加や幹線道路周辺の大気汚染、二酸化炭素の排出量増加などを招いた。そのため、運送の一部をトラック輸送から鉄道・船舶による輸送に切り替える企業も現れている。
鉄道運輸は、かつては大きな割合を占めていたが、トラック輸送の発達とともに減少している。しかし、鉄道輸送がトラック輸送と比べエネルギー消費が少ないこと、環境に負担がかからないことから見直されており、JR貨物では、貨物輸送の高速化・効率化を進めている。

#### 電気・ガス・水道事業

##### 電気事業

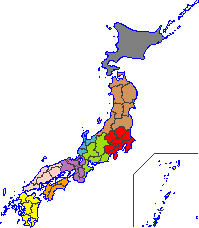
日本の電力会社の事業地域

電気事業は、第二次世界大戦前に国家総動員の名のもとに政府が電気事業を統制下に置くなか、日本発送電株式会社が設立され独占して電気を供給していたが、戦後「電力の鬼」と呼ばれた松永安左エ門主導のもと1951年に地域独占を認めた9電力体制（北海道電力、東北電力、東京電力、中部電力、北陸電力、関西電力、中国電力、四国電力、九州電力の9社、沖縄電力が入り10社体制になるのは沖縄返還後）および半官半民の電源開発が確立された。高度経済成長期の電力需要の増大に伴い、9電力会社は水力発電から火力発電を主体とした発電体制（水従火主）を敷くことになった。また、1955年には原子力基本法が制定され、原子力の平和利用を推進し、1966年には日本初の原発である東海発電所（茨城県東海村）が営業運転を開始した。オイルショック以降、原油価格の高騰に対抗すべく9電力会社も原発建設に着手し各社とも発電における原発の構成比を高めていった。
1990年代に入ると、電力自由化の流れにより参入規制が緩和されたことで新規参入が増加したが、主力の火力発電が燃料費（原油）の高騰による撤退が相次ぎ、コジェネレーションを利用した一部の大規模な工場やショッピングセンターなどへの電力供給にとどまっている。
鳩山由紀夫（首相当時）が2010年3月6日、地球温暖化防止のために原発推進を主張し、原発への機運が高まる中、東北地方太平洋沖地震の津波とそれによる電源喪失などにより福島第一原子力発電所では炉心溶融を伴う放射性物質の流出事故が発生（福島第一原子力発電所事故、福島第一原子力発電所事故の経緯、福島第一原子力発電所事故の経緯 (2011年4月以降)などを参照）、東京電力管内では電力不足から輪番停電を3〜4月に実施、菅直人首相が中部電力の浜岡原子力発電所の全原子炉停止を要請したことにより運転が停止した。2015年川内原発が新基準で運転を再開した。

##### ガス事業
ガス事業は、一部の都市や地域では都市ガス事業者によって都市ガスが供給されているが、それ以外の地域では液化石油ガス事業者によってプロパンガスが供給されている。都市ガス事業者のほとんどは私企業であるが、仙台市ガス局など一部は地方公営企業の形態をとっている。また2017年には都市ガスの小売り全面自由化となった。

##### 水道事業
水道事業では、水道の供給はほぼ地方公共団体や地方公営企業（水道局）によって行われている。2022年時点で全国の上下水道管の老朽化が進んでおり、総延長の22.1%に当たる約16万4000キロの水道管が法定耐用年数の40年を超えている。しかし、近年の地方自治体の財政難から更新は難しく近年では近隣自治体との水道事業の統合や民間企業への移管を行う自治体も出てきている。一方、日本の水道は漏水率が低いなど高い技術を持っており開発途上国での水需要が伸びる中、総合商社や水道関連メーカーなどと共に海外での水道ビジネスに乗り出す地方自治体の水道事業者も出てきている。

#### 電気通信事業
日本の携帯電話の普及は非常に早く、ブロードバンドの普及も比較的早かった。2000年頃、ブロードバンド接続環境の普及がITバブル崩壊後、一時的に停滞したが、その後すぐに回復基調に乗った。
2000年代時点で携帯端末の普及率が高く、当時日本企業が家電製品を得意としたため、情報家電と呼ばれる付加機能の付いた家電製品の分野が開けた。
ユビキタスコンピューティングは、日本においてその萌芽が見られた。発達した携帯電話（フィーチャーフォン）を中心とする携帯機器と、インターネットでつながったパソコンのほか、遍在する情報機器、Felica、RFID（電子タグ）などのインフラを連動させることで、日常の生活に浸透していった。
しかし次第にデジタル化は停滞した。ICT競争力ランキングは2010年代から落ち込み始めた。

#### 情報産業
ソーシャル・ネットワーキング・サービスでは、mixiのユーザー数が2010年4月に2000万人を突破するなど利用者数が増加しており、Facebookやtwitterなど海外SNSの日本市場への参入も進んでいる。
国内のオンラインゲームコンテンツの市場規模は2023年時点で約1兆7216億円。
情報産業の隆盛の一方、デジタル土方やITゼネコン等日本の情報産業の構造も問題視されるようになっている。

#### 放送事業・メディア産業
ラジオ業界は1960年代のテレビの普及に伴いラジオ離れが加速したが深夜放送など番組改編によって持ち直し現在もメディアとして一定の存在感を持っている。1960年代以後もFM放送局を中心にラジオ局の開局が行われた。1980年代になると規制緩和の影響を受けて放送範囲を市区町村など狭い範囲での放送を行うコミュニティ放送の開局が増加した。テレビなど他の既存メディアと同様にネットの普及などで再びラジオ離れがささやかれている。テレビ業界と同様にネットとの融合が進められている。
テレビ業界では1980年代以降、これまでの地上波放送だけでなくBS放送・CS放送などの衛星放送・ケーブルテレビ・インターネットテレビの普及によってテレビの多チャンネル化が進んだ。地上波ではNHKと民放のキー局5社（フジテレビジョン・日本テレビ放送網・TBSテレビ・テレビ朝日・テレビ東京）が大きな力を持っており、地方の系列局を通して全国にテレビ放送を行っている。1980年代後半以降、テレビの視聴時間は増加に転じており長時間テレビが見られる傾向が続いていたが、インターネットの普及などによって若年層を中心にテレビ離れが加速しており、テレビの視聴率低迷や景気低迷でテレビ局の経営環境は厳しくテレビ局の主要な収入であるテレビ広告費は年々減少傾向にある。キー局を中心にネットとの融合を進めており、番組のネットの配信やネットを活用した番組作りなどが進められている。
新聞業界は、一般紙においては戸別宅配制度や新聞販売店による営業によって新聞普及率・発行部数において世界第3位と世界的にも高い新聞購読率を誇っている。また全国紙を発行する5社（読売新聞グループ本社・朝日新聞社・毎日新聞社・日本経済新聞・産業経済新聞社）が大手民間のキー局などと資本関係を持っておりテレビ業界へも強い影響を持っている。だが、インターネットの普及や活字離れなどの影響で購読部数の減少が続いており、2023年には1世帯当たりの新聞購読部数が1部を割り込み0.49部数になっている。地方紙なども含め新聞業界では夕刊紙の廃止・人件費削減などのコスト削減やインターネットでの記事ネット配信などを進めている。
出版業界は1996年まで出版物の販売が増加し1989年には2兆円を突破するなど成長が続いたが縮小している。電子書籍を含めた出版物販売額は1兆6305億円。特に雑誌は購読部数の減少で広告収入の減少にも繋がっており、雑誌の休刊・廃刊が進んでいる。ネットを活用したデジタル雑誌の発行や付録など工夫を凝らした雑誌の発行などの取り組みが行われている。

#### コンテンツ産業
コンテンツ産業は、メディア産業とも呼ばれる。日本のコンテンツ産業の市場規模は11兆9552億円である。規模の大きな領域として、テレビ番組、新聞、ゲーム、雑誌などがある。
日本映画（邦画）は、高度経済成長期のテレビ普及とともに長期凋落傾向が続いたが、2000年代からテレビ局の大規模参入により復活の傾向が見られる。しかし、海外での受容は現在でも映画全盛期の監督作品が中心で世界的な普及には至っていない。
テレビ番組の輸出はわずかな事例を除いて輸出が盛んではない。
アニメ、漫画、アニメ映画、ゲームは若年層に支持されるも一般層からはキッチュ・ニッチなジャンルと考えられていたが、輸出が増え、コンテンツ輸出総額だけで 1兆円を超える産業に育っている。アニメのコンテンツ輸出が活発で、その流れで漫画の輸出額も増えている。アニメは、世界のアニメーション産業の6割のシェアを占めているほか、ストーリー、技術共に他国のそれを格段に凌いでいることから、世界から注目を浴びている。一方でアニメ産業は、低賃金・長時間労働・高リスクという構造的な問題から、下請け先を海外に見いだすなど、空洞化が懸念されている。また、ファンサブ等の著作権侵害による被害も問題となっている。

#### レジャー・娯楽産業
パチンコ産業は、2018年現在20兆7000億円と余暇市場において28.8%を占めている。しかし、パチンコへの規制強化や娯楽の多様化などの影響で近年低迷傾向にある。パチンコ店では、1円パチンコなど低価格で遊べるパチンコ台を導入するなど初心者客の獲得を進めている。

#### その他のサービス業
教育サービスは、小中学生ではゆとり教育による学力低下の懸念から学習塾に通ったり通信教育を受けたり、家庭教師を雇うなど学校以外で何か勉強をしている小中学生が増えている。大人では就職や転職に有利なことから資格や検定等を取得するための通信教育を受講する人も増えている。ただ今後の少子化の進行で学習塾や予備校などは競争が激化することが予想され、統合や提携が相次いでいる。
郵便サービスは、特定信書便では郵便事業株式会社以外の企業がある程度参入しているが一般信書便は参入条件が厳しく一般信書便事業は郵便事業会社が独占状態である。
宅配便サービスでは1980年代から急速に取り扱い量を増やし、それまであった郵便小包やチッキは急速に衰退している。取扱量増加と共にクール便や配達日指定などさまざまなサービスが生まれている。取扱量ではヤマト運輸・佐川急便の2社が大きく第3位以下を引き離している。
外食サービスは、今ではファミリーレストランやハンバーガーショップ、外国料理店などさまざまタイプの店舗があり、核家族化や女性の社会進出などの影響もありおよそ25兆円の市場規模まで成長した。しかし、景気悪化や独身世帯の増加等により先細りの傾向にありすかいらーくのように大規模な店舗改革やブランドの廃止などが行われている。
福祉サービスは、高齢化社会の進行から老人向けの介護・介助サービスが成長している。ただ重労働で時間シフトの厳しい職種でありながら非常に低賃金で人材確保に苦戦しており、施設を建てたのに職員が不足している福祉施設も多い。そのため、国では介護報酬の引き上げを行っているが運営に苦戦している事業所も多く、なかなか人件費アップにはつながっていない。また将来的な福祉従事者の不足に備え、外国人労働者を介護福祉士として養成する政策も行われているが、漢字や専門用語を大量に含む日本語による資格試験の難易度の高さ、実務経験の要求や1回の試験で合格しなければ本国に返されるなどの制約条件の高さから日本でのキャリアパスが期待できないと敬遠される傾向にあり、定着率も低い。
人材派遣・業務請負サービスは、規制緩和の影響や企業がコスト削減のために非正規社員を積極的に採用したために成長した。しかし違法な偽装請負などの問題が発生している。また、景況悪化と法律の改正によって撤退・廃業が相次ぎ、業界自体の存在が危うくなりつつある。
性風俗産業は5兆円超の規模である。

## 労働市場
| 雇用形態                           | 万人  |
| ---------------------------------- | ----- |
| 役員                               | 335   |
| 期間の定めのない労働契約           | 3,728 |
| 1年以上の有期契約                  | 451   |
| 1か月～1年未満の有期契約（臨時雇） | 763   |
| 1か月未満の有期契約（日雇い）      | 15    |
| 期間がわからない                   | 239   |

日本の失業（男女別、年齢別）。15-24歳（細線）が若年失業にあたる。

OECD各国の雇用者におけるパートタイマー割合（%）

日本の労働参加率は85%近く、上位国の一つである。しかしOECD諸国の中で日本は韓国、イスラエルに次いで3番目に男女の賃金差が大きい国である（2020年）。資格過剰も指摘され上位国のひとつであり、ISCED 5A,6レベル（四大卒以上）労働者の29%は、ISCED 3レベル（高卒）レベルもしくはそれ以下のスキルしか必要としない職に就いていた。
OECDは労働資源の有効活用のため、労働力流動化を妨げる日本型雇用システムから、年齢ではなくパフォーマンスに基づく雇用・賃金制度に移行し、さらに正規労働者の雇用保護を縮小（正規労働者の解雇費用の引き下げ）し、社会保険の適用範囲を拡大し、非正規労働者の職業訓練を拡大し、労働者が子供の世話をするために職場を離れれざるを得ない状況を回避できる政策を行うよう勧告している。さらにOECDは労働参加を思いとどまらせる配偶者控除の歪みを解消するよう勧告している。

### 不完全雇用と働き方改革
戦後の雇用慣行は日本型雇用システムと呼ばれる「新卒一括採用、終身雇用、年功序列、昇進、定年、企業内教育」が主流であった。日本が若く人口増加してる時代には、失われた10年まで失業が社会問題化することは稀だった。例外として、オイルショックの後、一時失業者が増加したが、その後の景気回復で一時的な不安に終わっている。しかしバブル崩壊により若年失業は10%代と最悪に突入し、不完全雇用のフリーターやニートが増加しているという意見が注目を浴び、社会問題として取り上げられるようになる。
いざなみ景気によって一時改善されたが、2008年には世界金融危機に伴う景気悪化によって再び失業率が戦後最高水準にまで上昇し、内定取り消しや失業が社会問題化するようになった。21世紀に入ると、労働者を容赦なく過酷な環境で働かせ使い捨てる、いわゆる「ブラック企業」が社会問題化した。しかし2010年代以降はSNSの普及などに伴いこのような企業に対する批判の声も強まり、労働時間の短縮化など状況は改善しつつある。
また1980年代以降は、働く女性が推奨され、同時に雇用者に占める非常勤比率が右肩上がりで増加している。1991年には7人に一人、2009年には5人に一人、2020年には4人に1人がパートタイマーとなった。非常勤労働者の時給は常勤労働者の時給の40%程度に押さえられているが、OECDはこの時給差は生産性の違いとしては大きすぎると指摘している。
アベノミクス以降は働き方改革が進められ、失業率は急速に改善しOECD最小となり、労働参加率も過去最高レベルに上昇し、完全雇用が達成された。不本意非正規雇用も減少傾向にある。

### 21世紀、労働力不足

日本における労働力人口と、その将来予想。青は実績データ。
オレンジは現状維持モデル。緑は男女の賃金差解消、赤は定年延長、紫は男女の賃金差と定年延長の両方を行った場合。

日本における労働力人口は、1994年をピークに減少を続け、2048年には1970年代の水準まで落ち込むと推測されている。政府は一億総活躍国民会議にて「ニッポン一億総活躍プラン」を策定し、労働参加を進める取り組みを行っている。
少子化が進む中人材確保の期待から、経団連等は外国人労働者の受け入れを提言している。外国人は日本の職場における独自の慣習になじむのが難しいことから高度技能者として日本にやってくる労働者は少ないが、新興国市場へのシフトを強める日本企業ではアジア系外国人への期待が高まり、日本の大学に留学したり、母国の大学で日本語を学んだ中国人・韓国人を中心とする外国人新卒者が多数日本企業に採用されている。非高度人材外国人労働者の受け入れも拡大しており技能実習生、特定技能として多くを受け入れている。（詳細は外国人労働者を参照）。

## 現在抱える問題と展望

OECD諸国の時間あたりのGDPで算出した労働生産性の推移（米国を100とする比率%）

労働生産性（Labour productivity）の低さが指摘されており、OECD諸国では下位グループ、G7においては50年以上に渡って最下位となっている。

### 産業空洞化
1980年代以降、円高を契機に、人件費の抑制などを目的として生産拠点を国内から海外に移転する「空洞化」が深刻化している。カントリーリスク回避や新興国の賃金上昇、機械化の進展などで日本に生産拠点を戻す企業も少数ある。

### 金融機能の低下
バブル期における過剰融資とバブル崩壊による担保価値の減少で、銀行は多額の不良債権を抱えるに至った。2000年以降は金融再生プログラムを初めとして不良債権処理が進み、銀行は多額の増資や貸倒引当金積み立てを行い、その後の景気回復により都市銀行についてはほぼ解消されつつある。しかし現在でも20以上の金融機関が預金保険機構による資本増強（公的資金注入）を受けている。

### 起業
日本は欧米に比べて起業件数が少ない。原因として、日本では資金の調達先が金融機関に限られやすいことが挙げられる。起業経験のない人が金融機関から資金調達するのは難しく、起業して失敗すると多額の借金を抱えやすいからである。2004年に政府は対策として法改正を行い、1円から起業可能にするとともに経営のサポート体制も構築したが、効果は未知数である。

### 首都の過密と地方の過疎
戦後高度経済成長期にかけて、太平洋ベルトを中心とした都市部への人口集中が続いた。高度経済成長以降は、東京都への一極集中が加速し、地方の農業や地場産業の衰退に伴って、「過疎と過密」の国土が形成された。そして、「平成不況」が到来すると、より一層、東京一極集中が加速している。
高度経済成長期の地方には、支店や営業所が立ちならぶ「支店経済都市」と、特定企業の工場が立ち列ぶ「企業城下町」が増加した。
田中角栄の日本列島改造論もあって新幹線や道路整備を中心に公共投資が行われたが、逆にストロー効果やモータリゼーションを深化させ、地方都市において中心市街地の衰退を招いた、自然破壊や地元への維持費の負担など弊害が多く目立ち、景気対策としても思うような効果を招かなかったという批判が高まり、公共投資は圧縮されるようになった。公共事業という主要産業を失った地方では、建設業が農業や福祉産業に転じるなどの動きが見られた。
東京一極集中は、バブル経済崩壊後の不景気を経て加速しており、特に山手線内とその沿線では、オフィスビルや高層マンションの建設など、民間建設投資が活発に行われるようになった（都心回帰）。これに伴って、東京都心から離れた地域では、住民の高齢化と人口減少に悩む都市が現れている（小田原、春日部、土浦、各地のニュータウンなど）。
逆に東京以外でも、行政機関の地方支分部局が集中する都市（札幌市、仙台市、名古屋市、広島市、福岡市）は、中央省庁の出先機関に引きつられて企業の支店が密集し、「ミニ東京」と化して地域内一極集中が加速している。
2000年代には財政緊縮の動きが進み、三位一体の改革として、地方交付税から税源移譲へと転換する地方分権が行われた。そのため競争力を欠く中小都市や村落は、衰退に拍車が掛かっている。
安土桃山時代までは首都圏として、その後も歴史・文化の長さを活かして産業・文化の各面で日本をリードしてきた京阪神も、昭和後半移行相次ぐ本社の東京への移転により、弱体化に悩まされている。

#### 所得格差

G7諸国における所得再分配後のジニ係数

日本における年齢別所得再配分（所得再分配調査）
青線は額面所得、橙線は再分配後の所得

日本のジニ係数は1980年中盤より年々上昇し続け、2006年度OECD経済レポートでは「OECD諸国の中で最も経済的不平等の大きい国の1つである」と指摘された。OECDはその原因を非正規雇用者の増加などの「労働市場の二極化」が主因であると指摘しており、OECDは「正規社員の解雇規制緩和論」を勧告している。さらにOECDは高齢化の影響で50〜65歳の労働者層の割合が突出していることが、賃金のゆがみを大きくさせていると指摘している（世代間格差）。2015年から2019年間で比較できるジニ係数は0.339でありOECD加盟国では10番目であった。
貯蓄を一切持たない世帯も増加しており、「一億総中流」の社会は崩壊し社会階層へ移行しつつあるという認識が広がっている。政府は、格差拡大に対して努力により上層へチャレンジすることができる社会を掲げているが、親の収入に基づく教育格差の拡大や企業の新卒限定採用により、階層が世代を超えて固定化されることが懸念されている。
所得分配の格差問題はバブル景気の頃に一度問題となり「マル金」「マル貧(ビ)」（金魂巻）などの流行語を生み出した。バブル経済の崩壊と長期にわたる経済の低迷によりこうした流行語は消滅したが、経済の自由化や派遣労働など雇用の流動化を背景に、所得格差・資産格差の階層化は固定化の傾向にあり、近年では高所得・資産のグループを「勝ち組」、低所得・資産のグループを「負け組」と呼ぶ風潮が流行している。

### 家計貯蓄率の急速な低下
平成25年度の国民経済計算（内閣府）の家計貯蓄率は-0.9%と始めてマイナスになり過去最低となった。マイナスになった理由としては消費税増税に関わる駆け込み、円安に伴う家計負担の増加、株価の上昇による資産効果であり翌年には0.4と回復した。平成29年度の家計貯蓄率は2.3%。家計貯蓄率が急速に下落した背景には、可処分所得の減少、非正規雇用、無職世帯の急増などが挙げられる。家計貯蓄率は平成9年度の11.4%から3分の1以下に急低下した。総じて日本の家計は貯蓄する傾向があると言われたのは過去のことになりつつある。とくに1999年に5%近く急激に低下した以降5%から4%を下回る長期低落傾向にあり、急速な高齢化、実質賃金の停滞にともなう労働市場からの退出（勤労世代の無業化）、ワーキングプア層の急拡大などが背景にあるものと考えられる。もっとも、勤労者世帯の貯蓄率は26.8%であり日本人の貯蓄に対する性向やライフスタイルが極端に変化したと見るのは早計で、世帯構成のうち勤労者世帯比が53.1%であるのに対して、全体の30.1%を占める無職世帯（その多くが高齢者世帯である）の貯蓄率が-31.4%と著しいマイナスになっていることが大きい。

### 公的債務の増大
日本の公的債務は、とくに1990年代に入って増加の一途をたどっている。これについては、バブル崩壊による経済政策のために、財政政策（公共事業などの政府支出と減税）の発動、1997年の消費増税や公共事業削減などの緊縮財政政策によるデフレーション、高齢化などによる社会保障給付の増大が主な理由とされる。一方で、全ての国債が円建てで発行されており、通貨発行権を保持している政府が無制限の支払い能力を有しているため国債がデフォルトすることはありえず、特に問題視する必要はないという見方もある。現実に、右肩上がりで増加する政府債務に逆相関するように国債金利は低下し、2019年現在1％を切っているため世界最低水準である。日本国債の多くは市中銀行等や郵便貯金の預金運用に充当され、あるいは証券会社のマネー・リザーブ・ファンド（MRF）や中期国債ファンドなどに利用されるなど、民間の金融機関に安定的に消化されている。さらにアベノミクスによる大規模金融緩和によって国内の民間銀行が保有していた国債の多くを日本銀行が買い上げたことにより、既発国債の約半数を日銀が保有している。そのため総需要の不足で長期デフレから抜け出しておらず、金融政策の一環として量的金融緩和政策のために、金融市場における国債不足が懸念されている中、公的債務の拡大が足りないという指摘もある。

### 外国からの直接投資
日本では1980年代以降に大幅な規制緩和が進んだ。まず法人税が大幅に切り下げられてきた。資本自由化は東京のオフショア市場化に結実した。合衆国でレバレッジド・バイアウトが横行するのと並行して、日本の社債制度がLBOを容易にする方向へ変わっていった。一方でミューチュアル・ファンド資本が多国籍企業に大量投下され、その日本支社がしばしば各業界で大手企業である。2000年前後の学説には、外国法人からの直接投資だけに着目し伸び悩んでいるとして開放的な政策を推進するものが見られる。しかし現実的・実質的な資本関係に着目した直接投資は十分に増えてきている。資本自給率の維持も基本政策として重要な観点であるが、直接投資は外国と日本いずれにおいても庶民へ還元できるような国益を無視している。この点、経済産業省がソブリン・ウエルス・ファンドを含むデータを提出させている。それによると日本株をアクティブ運用する支配的なところは2014年3月末現在で上から順に、ノルウェー銀行の投資部門、アブダビ投資庁、そしてフィデリティ・インベストメンツである。

### 2024年以降の景気回復とリスク
日本経済は、2024年度に名目国内総生産（名目GDP）が初めて600兆円を超えたことを契機として、従来の輸出・製造業主導の回復とは異なり、サービス部門、特に訪日外国人消費を含むサービス輸出を中心とした回復が進行している一方で、物価上昇により個人消費の回復が抑制されるリスクや、米国による追加関税措置が外需面からの下押し要因として存在する。さらに、賃金と物価の好循環を定着させることが成長の持続性の鍵となっている。

## 経済政策
明治以降の経済政策について。
- 殖産興業
- 財閥解体
- 傾斜生産方式
- 所得倍増計画
- 日本列島改造論
- 聖域なき構造改革
- アベノミクス
- 少子高齢化
- バブル崩壊・失われた◯年
- 働き方改革関連法案